# Histoire de Chypre

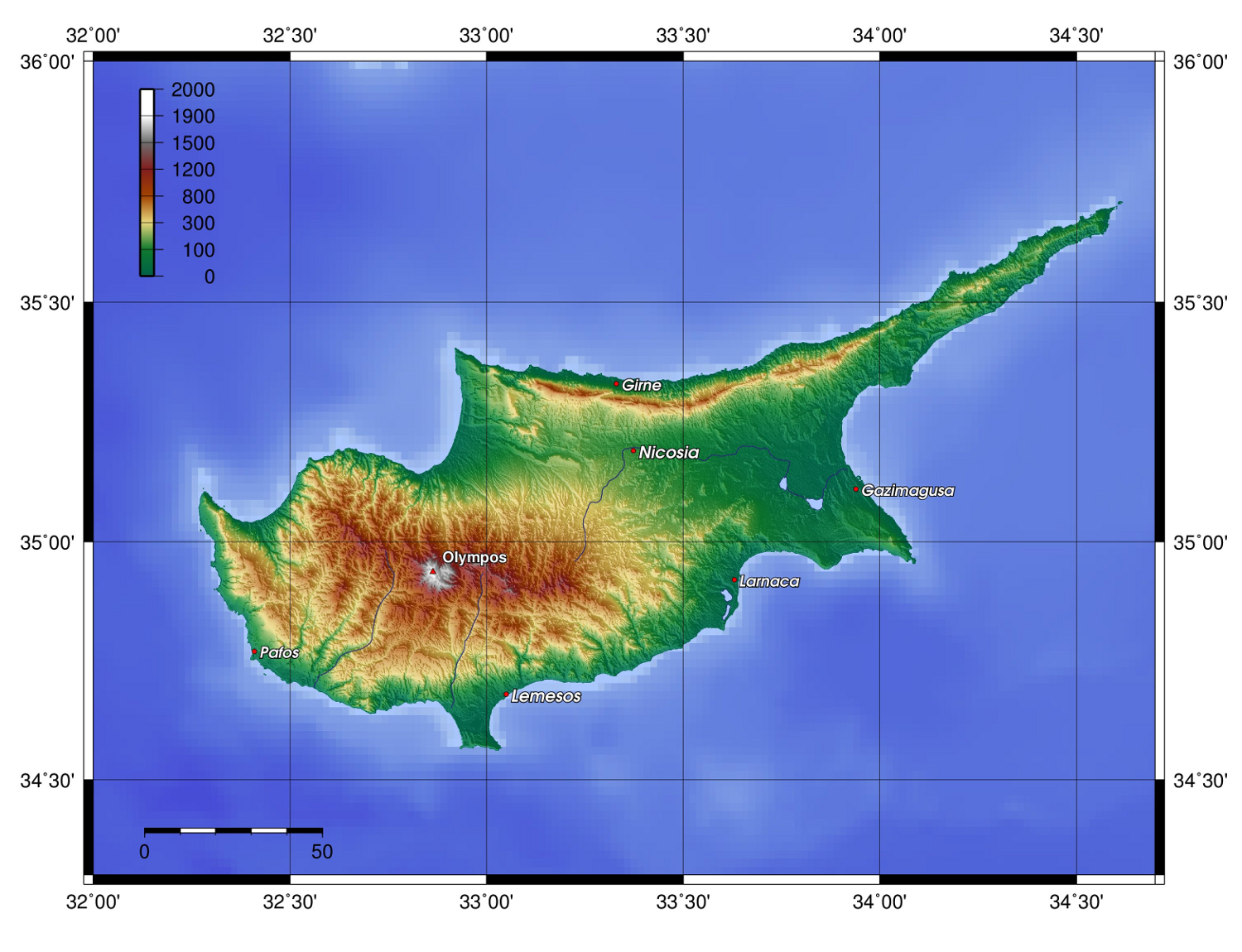
Carte topographique de Chypre.

L’histoire de Chypre est celle d'une île méditerranéenne située au carrefour de l'Europe, du Levant et de l'Afrique.
L’île de Chypre, que les anciens Égyptiens nommaient « Alachia », les anciens Assyriens « Iatnana » et les Phéniciens « Enkomi », fut dès l’Antiquité au carrefour d’importants courants commerciaux, assimilant au fil des siècles différentes cultures provenant de la Crète minoenne, de la Grèce mycénienne et de tout le pourtour du bassin Levantin. Son nom grec de « Kupros » (« Κύπρος ») signifie cuivre, en référence aux importants gisements de ce métal, qui assurèrent sa renommée et sa prospérité dans l’ensemble du bassin méditerranéen.
Après avoir été longtemps indépendante et autonome sous l'autorité de rois placés à la tête de dix cités-royaumes, Chypre devient au VIe siècle av. J.-C. l’enjeu de guerres entre les Perses et les Grecs. Elle reste perse, puis passe sous le sceptre d'Alexandre le Grand, et, après sa mort, sous celui des Ptolémées d'Égypte. Cette période hellénistique inaugure l’hellénisation de l’île, qui reste majoritairement de culture grecque sous la domination romaine qui débute en 58 av. J.-C.. Chypre est déjà chrétienne lors de la division de l'Empire romain en 395 par laquelle elle devient byzantine ; elle est conquise par les Francs en 1192, échoit aux Vénitiens en 1489, aux Turcs ottomans en 1571 et aux Britanniques en 1878 (jusqu'en 1960).
Aujourd'hui, l'île de Chypre est peuplée d’environ 1 200 000 habitants ; les Chypriotes grecs restent majoritaires tandis que les Chypriotes turcs, toujours minoritaires, augmentent leur proportion et sont presque seuls dans partie nord de l'île, occupée par la Turquie depuis 1974 ; les Britanniques pour leur part conservent des enclaves militaires sous souveraineté de la Couronne. La partition de Chypre de facto en deux entités, séparées entre elles par la « ligne verte » également appelée « ligne Attila », sépare désormais aussi les deux communautés.

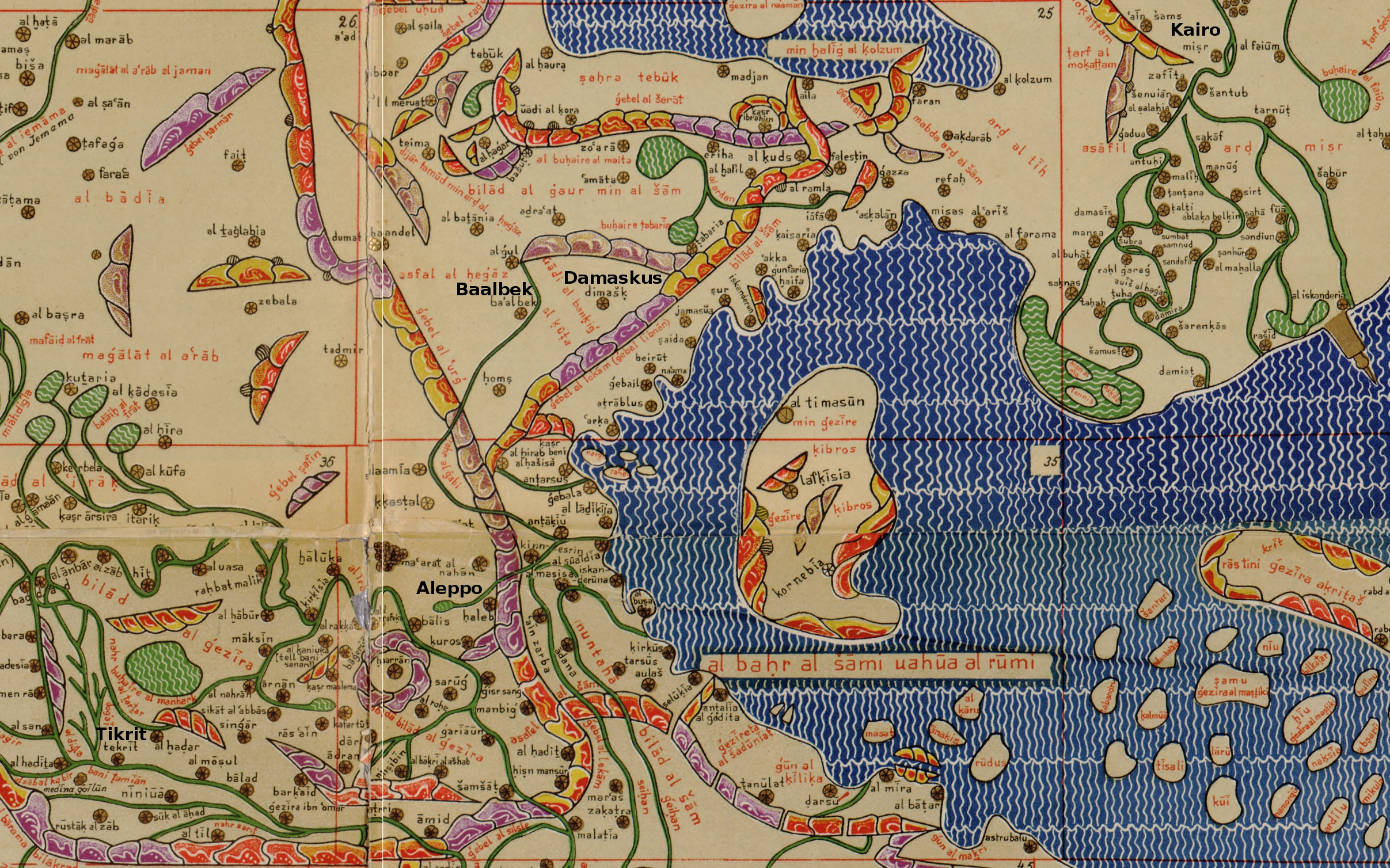
Al Idrissi, Carte de la Méditerranée orientale (1154, reprise)

## Préhistoire

### Peuplement au Néolithique

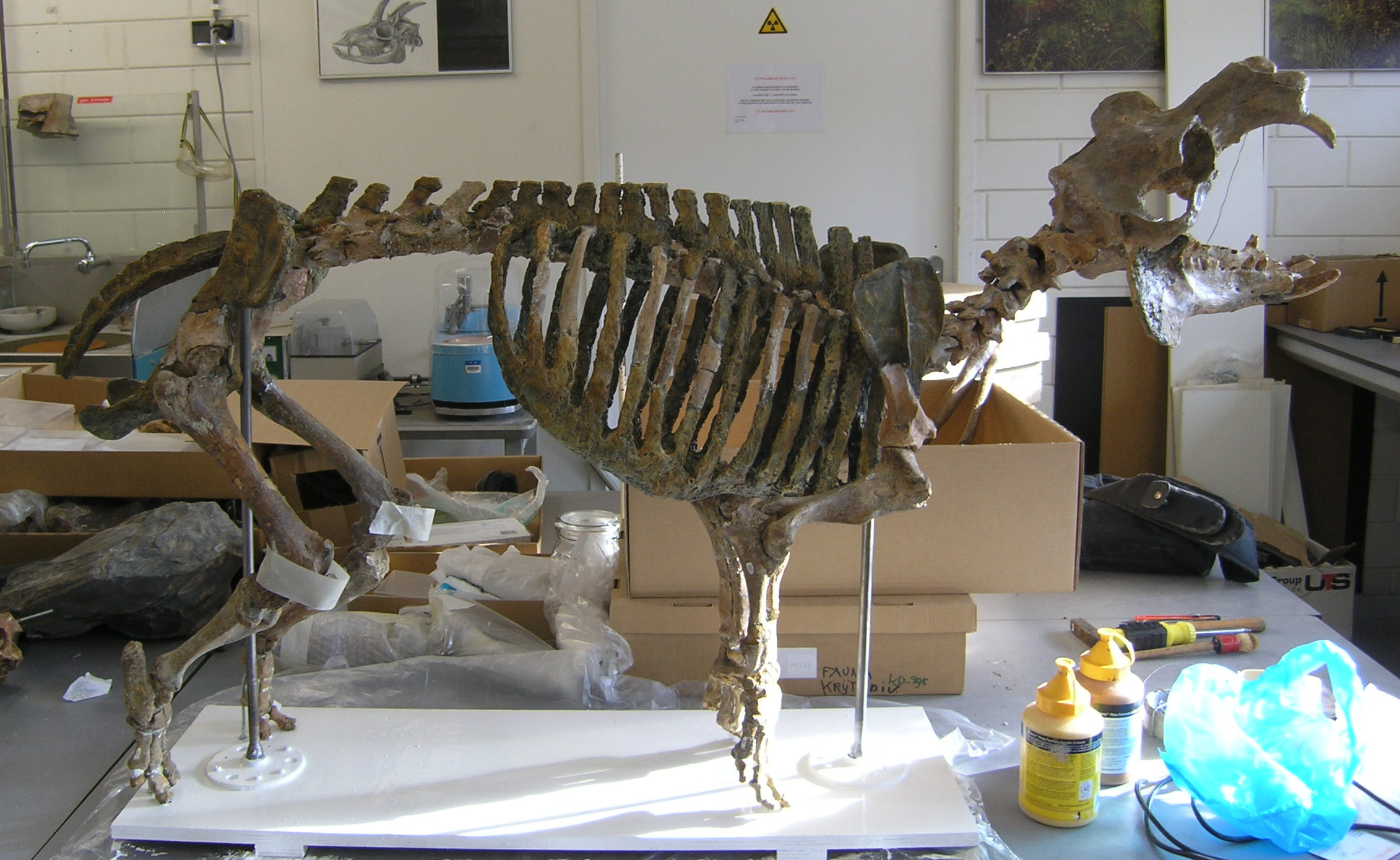
Squelette d'hippopotame nain de Chypre, une espèce endémique de l'holocène atteinte de nanisme insulaire.

Des témoignages archéologiques indiquent que l'île de Chypre a connu des visites maritimes sporadiques de chasseurs-cueilleurs de l'Épipaléolithique il y a plus de 12 000 ans, suivies par des établissements permanents au début du Néolithique. Un établissement Néolithique précéramique A sur l'île est attesté sur le site d'Ágios Týchonas-Klimonas, daté entre 11 100 et 10 600 ans AP. La population de cet établissement primitif était composée de chasseurs-cultivateurs. Les quelques squelettes étudiés semblent montrer que ces premières populations tiraient environ 80 % de leur ascendance d'Anatoliens centraux néolithiques acéramiques résidant dans ou à proximité de la plaine de Konya, et le reste de leur ascendance d'une population levantine. L'obsidienne importée trouvée sur les premiers sites du Néolithique pré-céramique est également caractérisée géochimiquement comme provenant d'Anatolie centrale.
Les villageois de la Préhistoire de Chypre (en) cultivaient des céréales introduites depuis le Levant ; la viande provenait de la chasse du seul ongulé existant sur l'île: un petit sanglier endémique. Les derniers hippopotames nains de Chypre sont chassés probablement vers -7000. Par la suite, les humains introduisent sur l'île des daims (non domestiqués), des caprins, des ovins,, des souris, des rats, des chats et des petits chiens domestiques.
Le néolithique chypriote est notamment connu par le site de Choirokoitia occupé entre 7000 et 4000 ans av. J.-C., classé au Patrimoine mondial de l'UNESCO.

### Âge du bronze

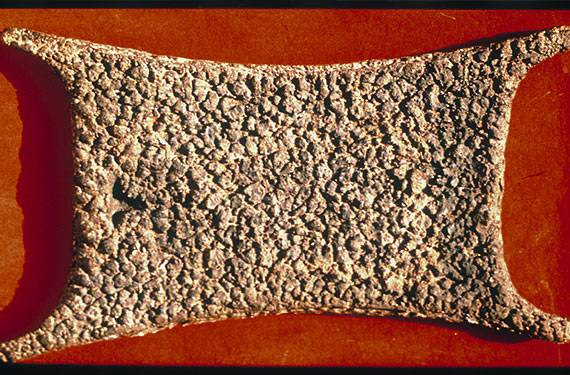
Lingot de cuivre chypriote de la période minoéenne.

Moyen Orient avant notre ère.

Une civilisation originale se développe sur l'île à l'âge du cuivre, au carrefour des voies de navigation entre le Proche-Orient et le monde méditerranéen, grâce entre autres à la présence de minerais de cuivre dans son sol, qui font l'objet d'extraction minière à partir de -3 800. Le nom de ce métal précieux (cyprum en latin) reste à jamais associé à celui de l'île, qui en est l'un des principaux gisements facilement accessibles du monde méditerranéen. A l'épopée cananéenne du Bronze ancien le commerce maritime prend son essor et fait la réputation de l'île.
Vers -2400 les archéologues observent une évolution notable dans le mode de vie des chypriotes : les huttes et cabanes individuelles mésolithiques à une seule pièce laissent progressivement place à des villages plus complexes, pourvus de maisons allongées en pierre à plusieurs salles ; en même temps se développe l'artisanat du métal (notamment du cuivre), le labour et l'enterrement rituel des morts dans des cimetières collectifs.
Dès -2100-1900, la population s'installe sur les côtes nord (Vounous, Lapithos) et sud (Limassol) et de grandes nécropoles se développent dans lesquelles on a retrouvé de nombreuses poteries : vases avec figures humaines et têtes d'animaux, cruches à grands cols, bols accolés. Les figures de terre cuite évoquent une vie rurale et des scènes cultuelles.
C'est à cette époque qu'apparaissent les premiers textes écrits dont les caractères ressemblent à ceux du linéaire A crétois ; on parle d'écriture cypro-minoenne dans laquelle on distingue au moins trois syllabaires différents.
Entre -1900 et -1600, les sites habités se multiplient et certains sont même fortifiés, comme Krini et Dhikomo.
Le bronze récent (1600-1200) commence par de nombreuses destructions de sites, avant qu'en bordure de mer, de nouveaux sites se développent comme Enkomi, Dromolaxiá,, Kition, Agia Irini, Morphou ou Paphos. C'est à cette époque que de solides relations commerciales avec les continents se développent, faisant émerger des cités portuaires prospères. Le terme égyptien d'Alashiya est utilisé par les partenaires commerciaux pour désigner tout ou partie de l'île.
L'influence syrienne est importante dans le domaine religieux. On construit des temples orientaux dans les villes et les sacrifices d'animaux sont courants. Dans ces vastes ensembles architecturaux, on trouve une grande salle à piliers, un autel en plein air, des tables à offrandes et libations, des ateliers et des réserves car les temples sont aussi des lieux économiques. Les tombeaux sont utilisés par plusieurs générations d'une même famille et sont groupés à l'écart des habitations et marqués par un tumulus de terre. Ce sont des tombes à fosse (Tholoi) creusées dans la roche et précédées d'un couloir qui conduit à l'entrée du tombeau.
Après une période de paix assez longue, peu avant 1200 l'île est le théâtre de destructions nombreuses. Les habitations s'entourent de murailles. On attribue ces destructions aux peuples de la mer dont le pillage est la principale ressource et qui, étant d'origines diverses, sont difficiles à identifier.

### Âge du fer
Le fer supplante progressivement le cuivre (plus accessible mais moins pratique) dans la bijouterie, l'artisanat puis l'industrie agricole à partir de -1050, sans doute sous l'influence des autres cultures méditerranéennes.
L'île de Chypre est progressivement divisée à partir de l'âge du fer en cités-États qui remplacent les structures politiques de l'âge du bronze.

## Antiquité

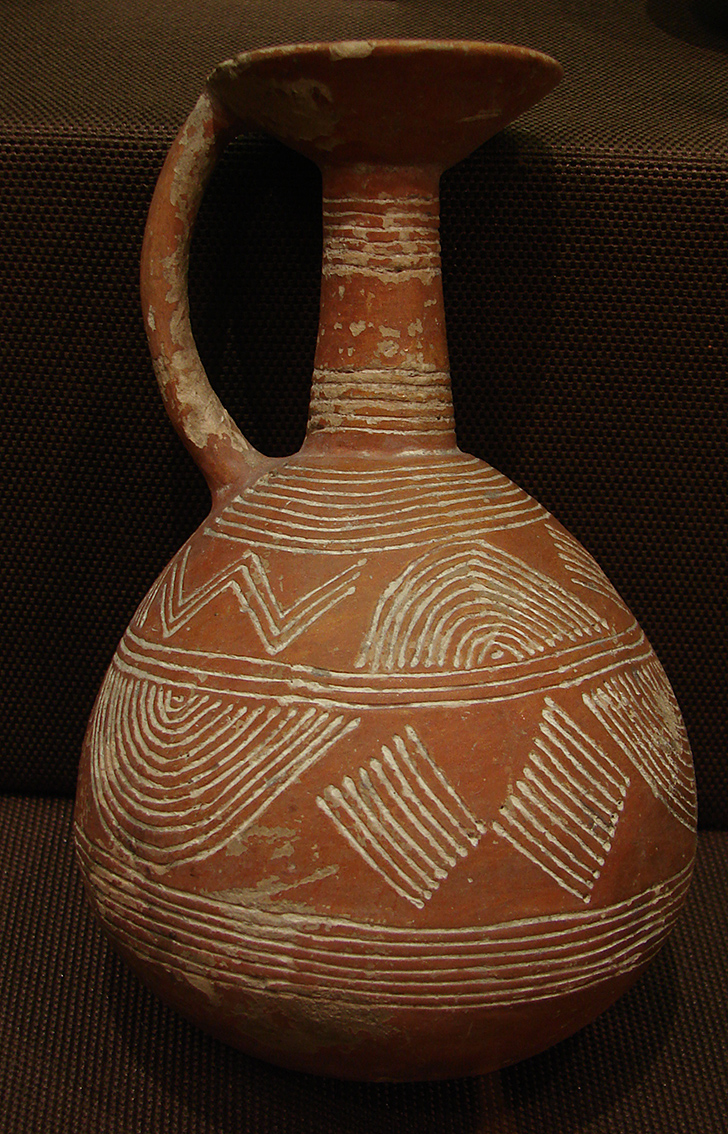
Cruche antique de la période géométrique.

Chypre dans l'Antiquité (en) constitue un carrefour où s'enracinèrent des éléments artistiques de Mésopotamie, d'Égypte, de Phénicie, et enfin de la Grèce et de Rome ; sa situation la met au confluent des grands courants de civilisation. Les fouilles ont apporté la lumière sur cette culture mixte.

### Haute Antiquité
La période allant de la Préhistoire (−3 000 environ) à la guerre de Troie, révèle à la fois les influences égéennes et celles de l'Orient.
Vers -1050, des colons grecs s'installent sur l'île et fondent des cités-États. Le fer supplante progressivement le cuivre (plus accessible mais moins pratique) dans la bijouterie, l'artisanat puis l'industrie agricole, sans doute sous l'influence des autres cultures méditerranéennes.
Le nombre de cités que comptait l'île a peut-être varié au cours de l'histoire. La plus ancienne liste, datée de -707, en dénombre sept et il en aurait existé un maximum de quinze selon l'historien David Rupp, et une inscription du roi assyrien Assarhaddon en 673-672 avant Jésus-Christ dénombre :
- Paphos, Πάφος (grec) ;
- Salamine, Σαλαμίς (grec) ;
- Soles, Σόλοι (grec) ;
- Kourion, Κούριον (grec) ;
- Chytri, Χῦτροι (grec) ;

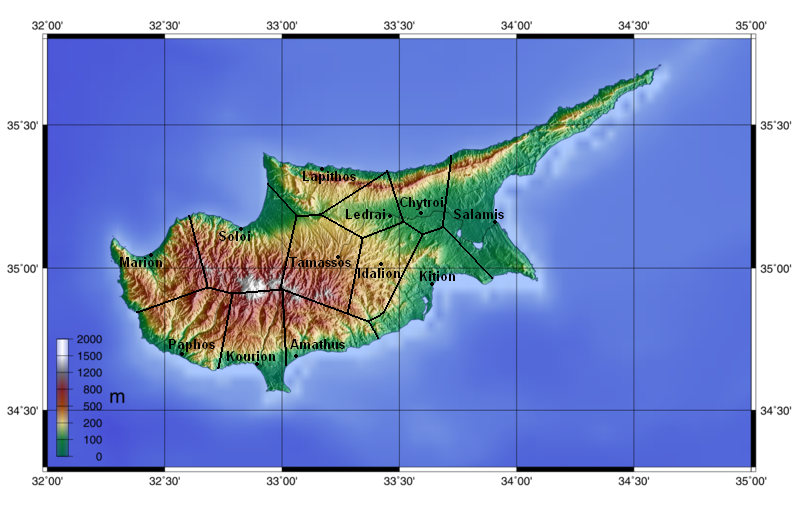
Les dix cités-royaumes de Chypre, telles que proposées par l'historien David Rupp.

- Kition, Κίτιον (gréco-phénicienne) (Larnaca) ;
- Amathonte, Ἀμαθούς (gréco-Eteocypriote) ;
- Idalion, Ἰδάλιον (grec) (près de la cité de Dali / Dhali) ;
- Ledrai, Λῆδραι (grec) ;
- Tamassos, Ταμασσός (grec).

La période qui va du XIe au Ve siècle av. J.-C. (découpée en « période géométrique », du fait des décorations des poteries de cette époque, et « période archaïque ») témoigne de la rencontre du courant syro-phénicien et du courant hellénique et de contacts avec la côte anatolienne (Cilicie) ; la troisième, gréco-romaine, de l’emprise totale de la Grèce depuis le IVe siècle av. J.-C. À noter que Chypre est la seule partie du monde grec où l'écriture linéaire B perdure après les hypothétiques invasions doriennes du XIIe siècle av. J.-C. et pendant les Siècles obscurs, période de troubles et de changements pour l'antique civilisation grecque.
L'île est encore clairement à l'écart du monde grec à l'époque d'Homère : aucun combattant de l'Iliade n'en est issu (grec comme troyen), et l'île n'est mentionnée qu'une poignée de fois, essentiellement comme lieu associé à la déesse Aphrodite, perçue comme orientale et défendant les Troyens.

### Domination perse et époque classique
Après avoir été longtemps indépendante et autonome sous l'autorité de rois placés à la tête de dix cités-royaumes (Salamine, Kition, Amathonte, Kourion, Idalion, Palaipafos, Marion, Soles et Tamassos) situés dans l'île même, Chypre devient au VIe siècle av. J.-C. l'enjeu de guerres entre les Grecs et les Perses, qui envahissent l'île à tour de rôle, avec un avantage pour la Perse. Finalement l'île est intégrée à l'empire achéménide, qui y impose sa culture,.
Les Grecs qui avaient alors pour objectif d'éliminer les Perses de l'ensemble des îles grecques, n'y parvinrent, partiellement, que lorsque la flotte athénienne de Cimon conquit Marion, libéra Soles et assiégea Kition. Les villes sont reprises et l'île reste sous la domination de la Perse.
Évagoras roi de Salamine se rebella contre la Perse mais il fut contraint de signer un traité de paix après une longue guerre.

### Période hellénistique
Après la période perse (-480-310), l'île passe sous la domination d'Alexandre le Grand, et, après sa mort, sous celle des Ptolémées d'Égypte. L'époque hellénistique (-310-10) inaugure l'hellénisation de l'île, qui, plus de deux millénaires après, reste encore majoritairement de culture grecque.
Durant la période ptolémaïque, l'île sert principalement comme base militaire mais elle est si bien exploitée qu'elle est au cœur d'un commerce prospère, incluant bien sûr toujours le cuivre mais aussi le bois, les olives et le blé.

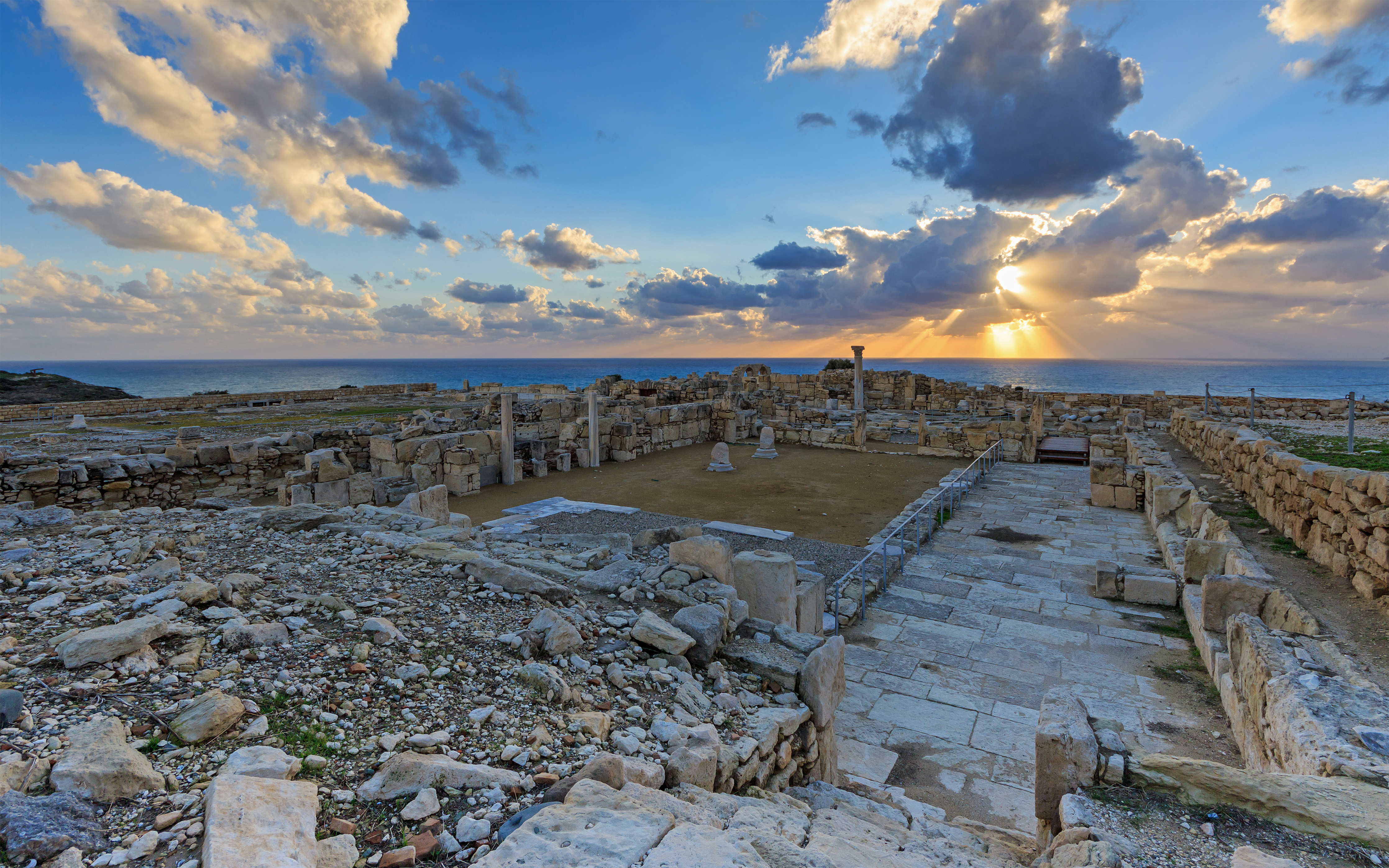
Ruines de Kourion.
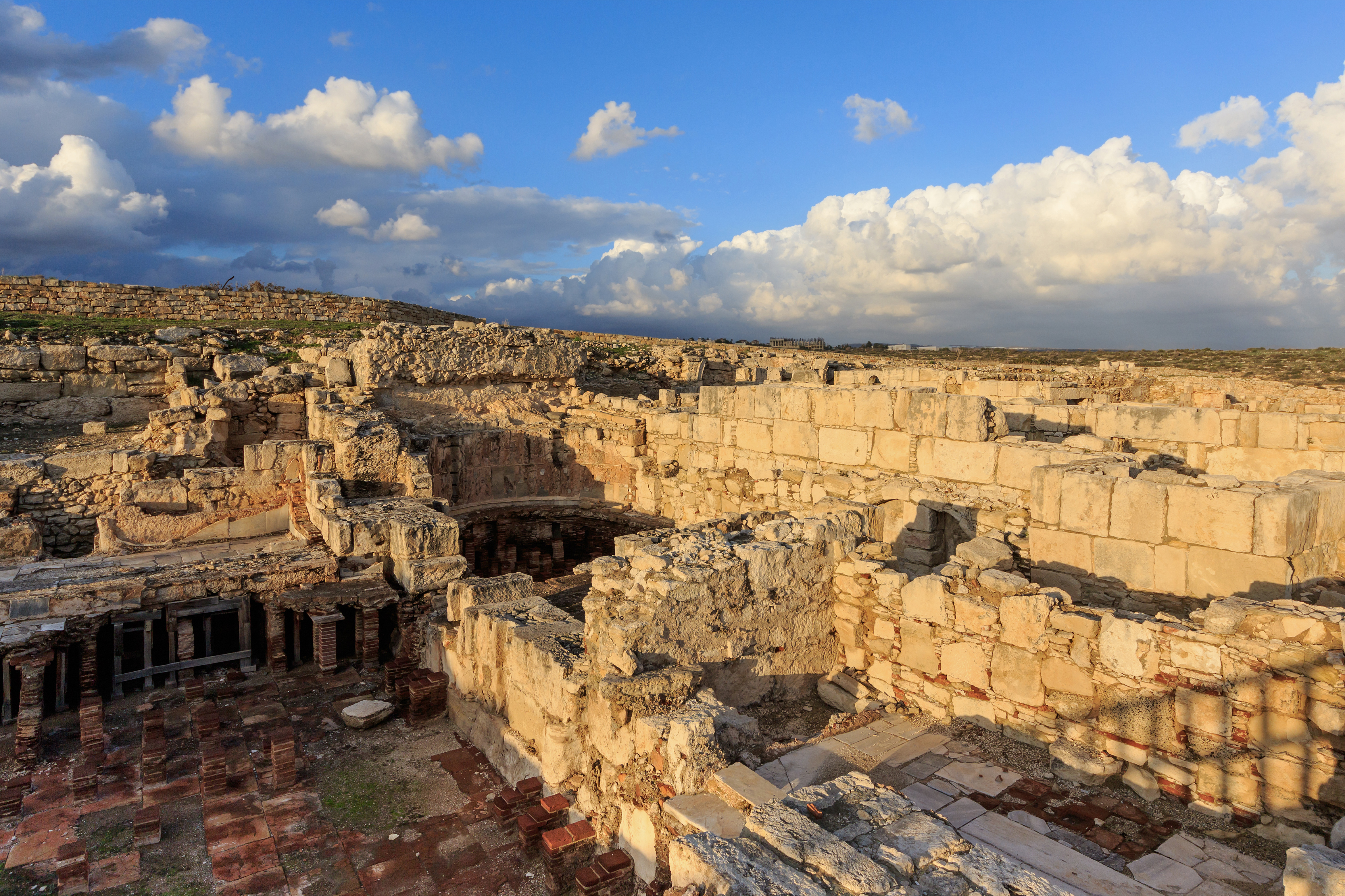
idem.
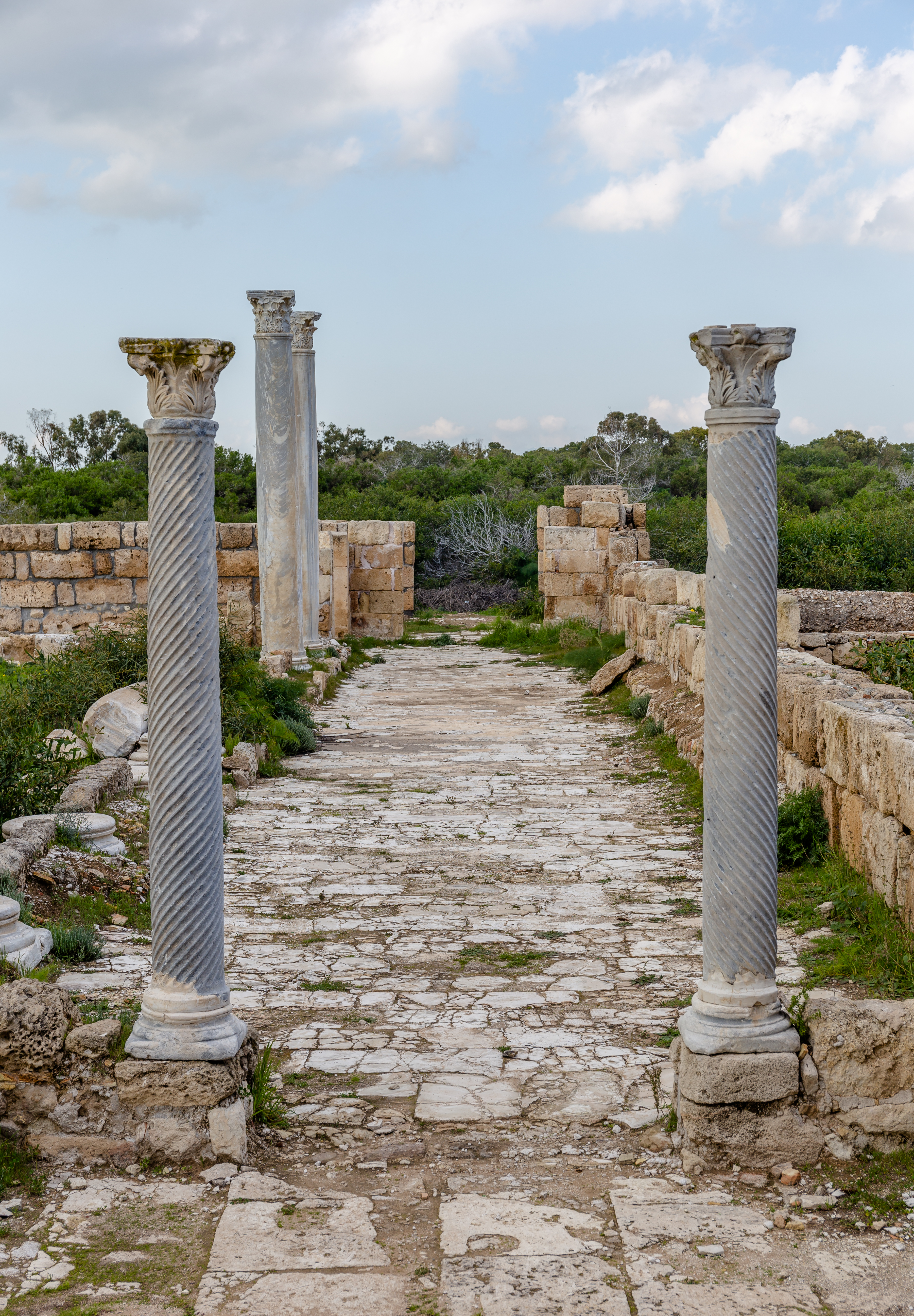
Ruines grecques (romanisées) à Salamis.

### Domination romaine et christianisation

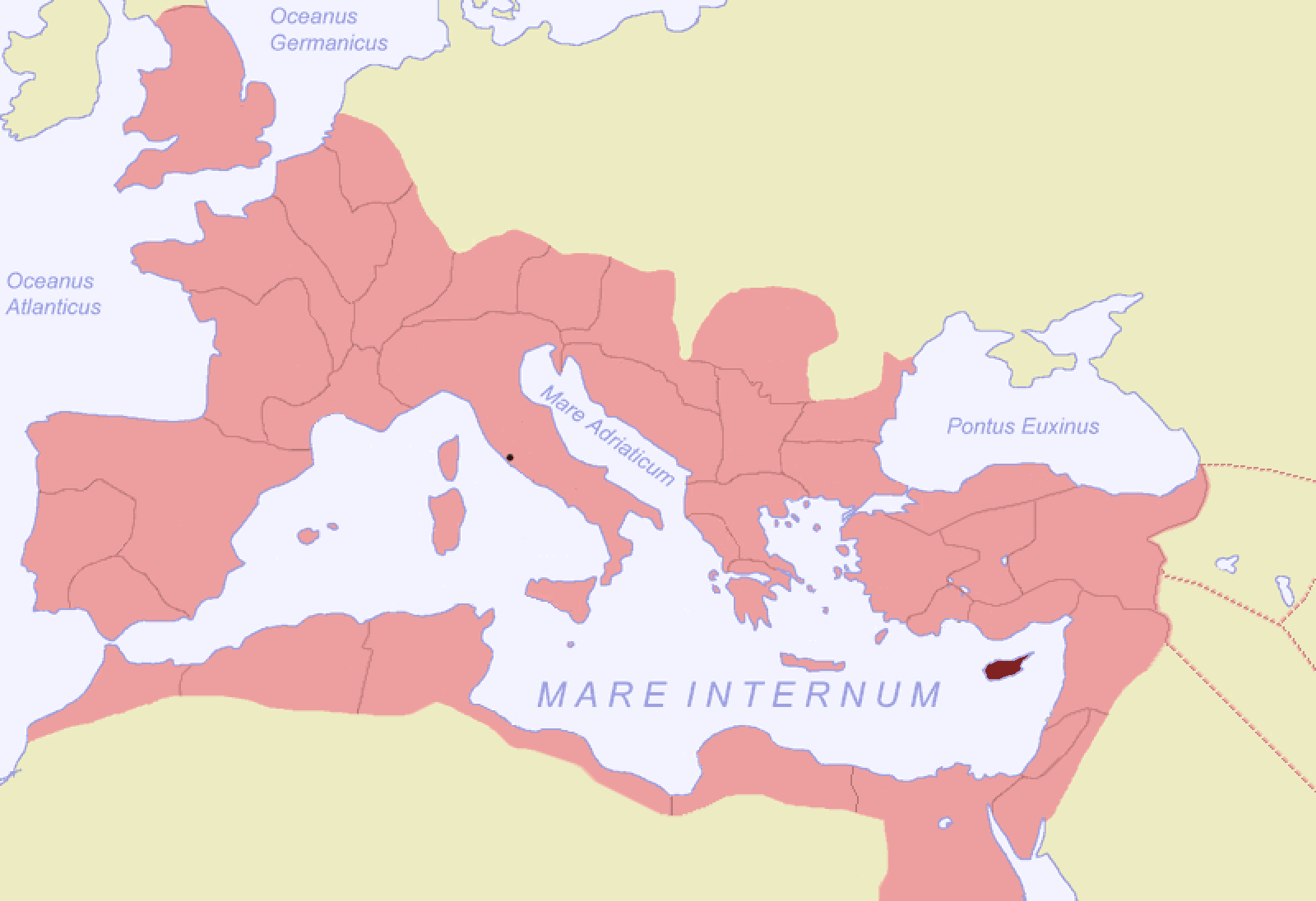
Province romaine vers 120.

En -31, la défaite des troupes de Cléopâtre et de Marc Antoine à Actium face aux troupes de Octave fait passer l'île sous contrôle romain. Les Romains envahissent donc l'île à leur tour, et poursuivent l'exploitation initiée par les Ptolémées, et y préservent la langue grecque sans réellement latiniser l'île. La période romaine (de -30 à 330) fut une période de stabilité et de prospérité pour l'île, qui s'enrichit et se développe considérablement, et devient célèbre pour son cuivre et sa poterie. La bijouterie et le travail du verre se développent aussi, à l'imitation de ceux de Rome, et on en retrouve de nombreux témoignages dans les riches tombeaux de l'époque, mais aussi dans l'agora et l'odéon de Paphos, l'amphithéâtre reconstruit de Kourion, et le développement des villes de Soles et Salamine.
Sur le plan religieux, Chypre est également l'un des premiers territoires de l'Empire romain à se christianiser, à partir de l'an 45 sous l'impulsion des apôtres Paul de Tarse et Barnabé, qui convertissent le proconsul Sergius Paulus, qui devient l'un des premiers chefs d'Etat chrétiens de l'Histoire. En 313, l'Édit de Milan accorde officiellement la liberté de religion aux Chrétiens, et les évêques de Chypre assistent au concile de Nicée en 325.

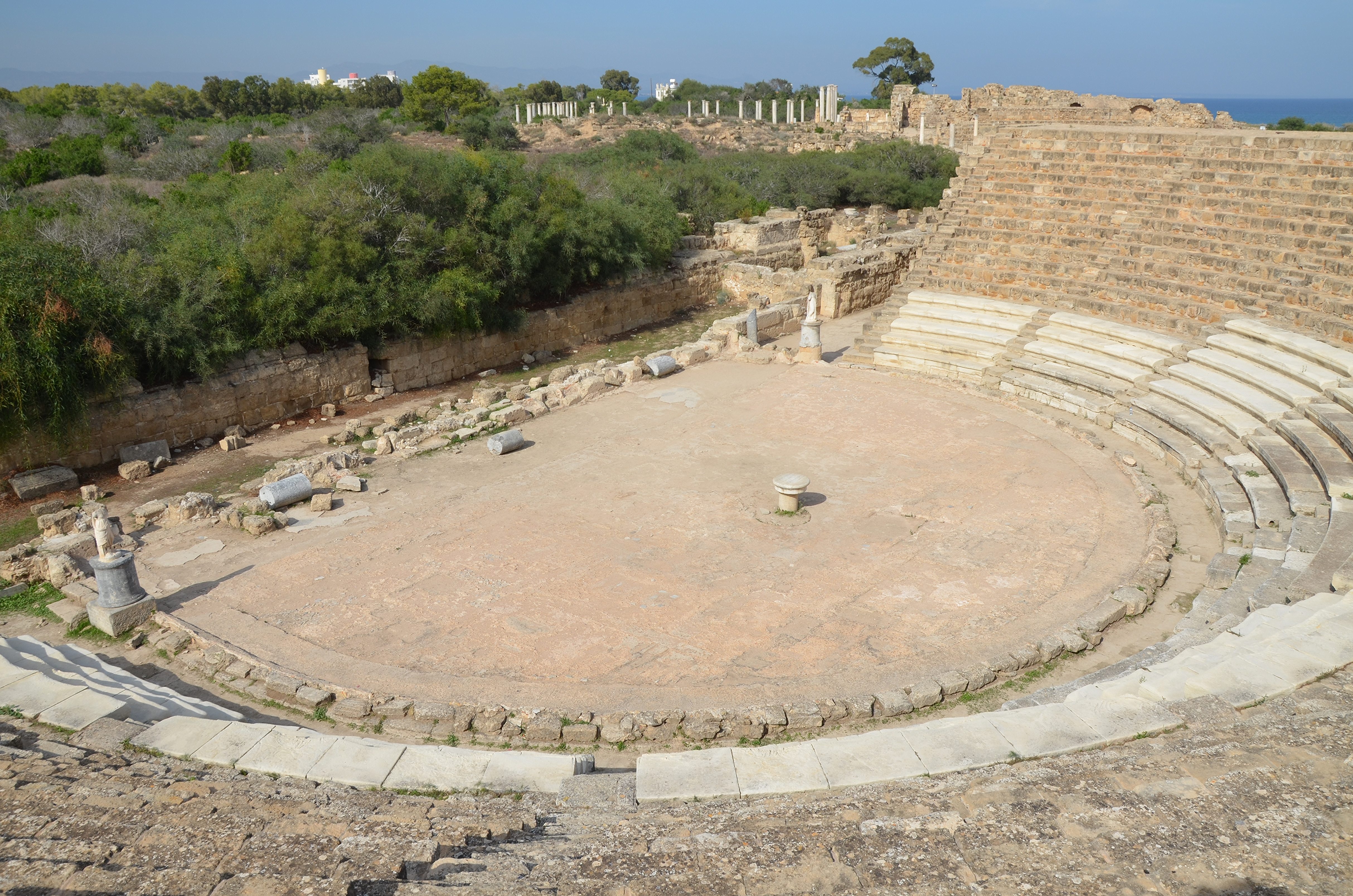
Théâtre romain de Salamis (Ier siècle).
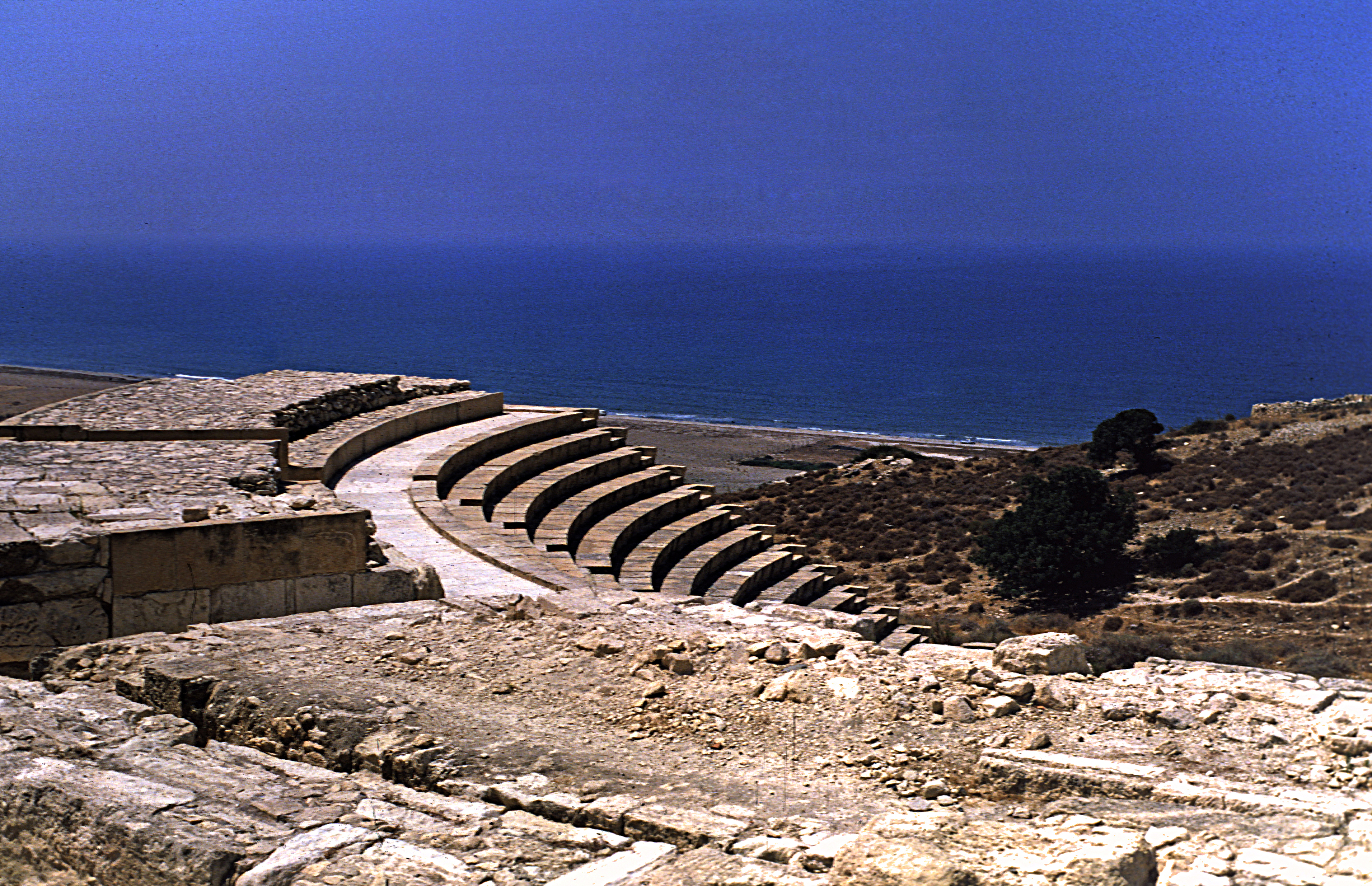
Théâtre romain de Kourion.
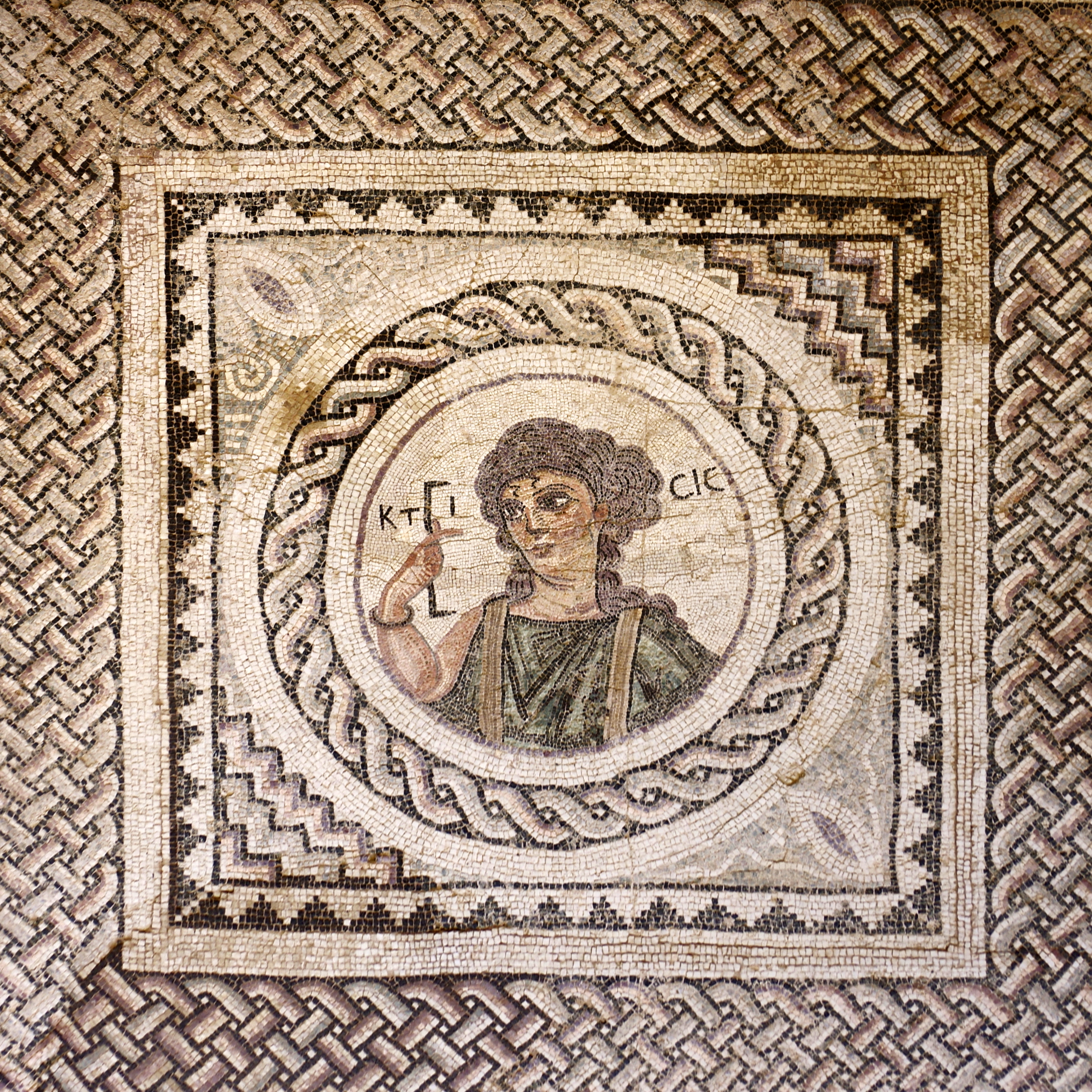
Mosaïque romaine de la maison d'Eustolios.
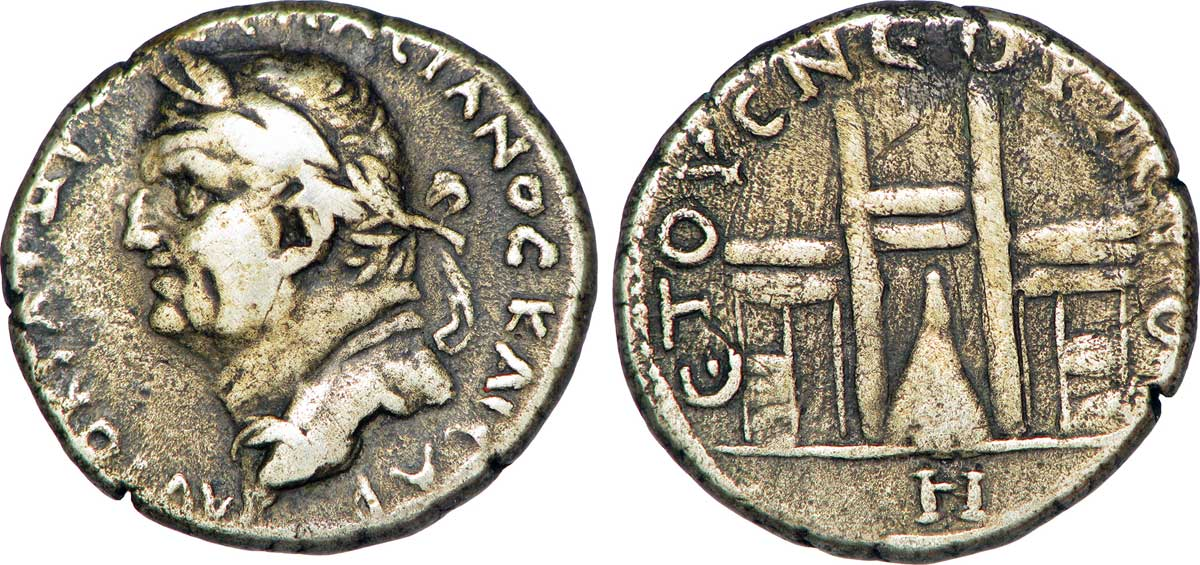
Monnaie romaine frappée à Chypre.

## Moyen Âge et Renaissance

### Période byzantine et arabo-byzantine

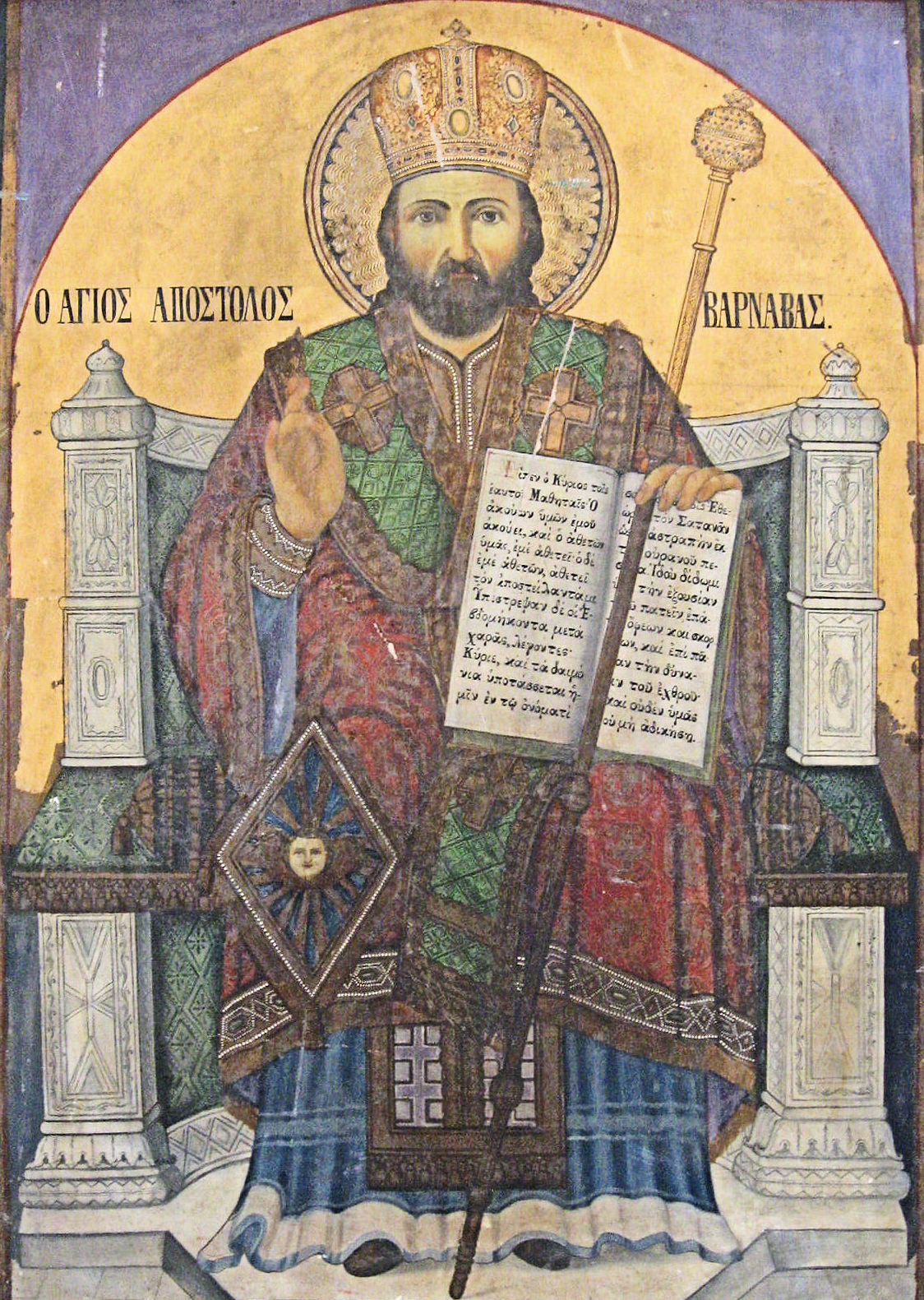
Icône byzantine de Saint Barnabé, fondateur de l'Eglise de Chypre.

Lors de la division de l'Empire romain en 395, Chypre reste dans le giron de l’Empire romain d'Orient, autrement dit de l'Empire byzantin. À cette époque son archevêque est déclaré autocéphale par le concile d'Éphèse : c’est une des plus anciennes autocéphalies ecclésiastiques. L'empire byzantin est encore une période de calme relatif à Chypre, notamment grâce au travail de la soie importé par les Byzantins, et la capitale se déplace au VIIe siècle de Paphos à Salamine-Constantia. Les industries métalliques et les chantiers navals assurent également des revenus commerciaux significatifs, et la richesse se lit aussi bien dans les tombeaux des chypriotes puissants que dans les églises primitives, de style byzantin. Le passage de l'Antiquité au Moyen Âge est parcouru de séismes, qui détruisent les vieilles villes de Paphos (332) et Salamine (342), obligeant les Byzantins à édifier de nouvelles villes, comme la nouvelle capitale Constantia.
En 647 puis surtout en 688, les Arabes débarquent : l'empereur Justinien II et le calife Abd al-Malik signent un accord sans précédent : pendant les 300 années suivantes, Chypre fut dirigée conjointement par les Arabes (sur le plan politique, fiscal et militaire) et par les Byzantins (sur les plans religieux et administratif), malgré les luttes constantes entre les deux parties sur le continent. Le traité prévoyait notamment le partage des revenus entre l'Empire byzantin et l'Empire omeyyade. Pour éviter que ce dernier ne s'enrichisse, Justinien II ordonne en 692 la déportation des Chypriotes à Cyzique, dans la ville nouvelle de Neajustianopolis. Les Chypriotes retournèrent à Chypre en 699.
La période de co-dominion dura jusqu'en 965, quand l'empereur byzantin Nicéphore Phocas reconquit l'île.
En 1185, le prince byzantin Isaac Comnène de Chypre se rebella contre le règne de l’empereur Andronic Ier Comnène et prit le pouvoir à Chypre. Le gouvernement central byzantin, aux prises avec les pillages des croisés et des Sarrasins, était incapable de réagir.

### Les croisades et le règne des Lusignan (1191-1489)

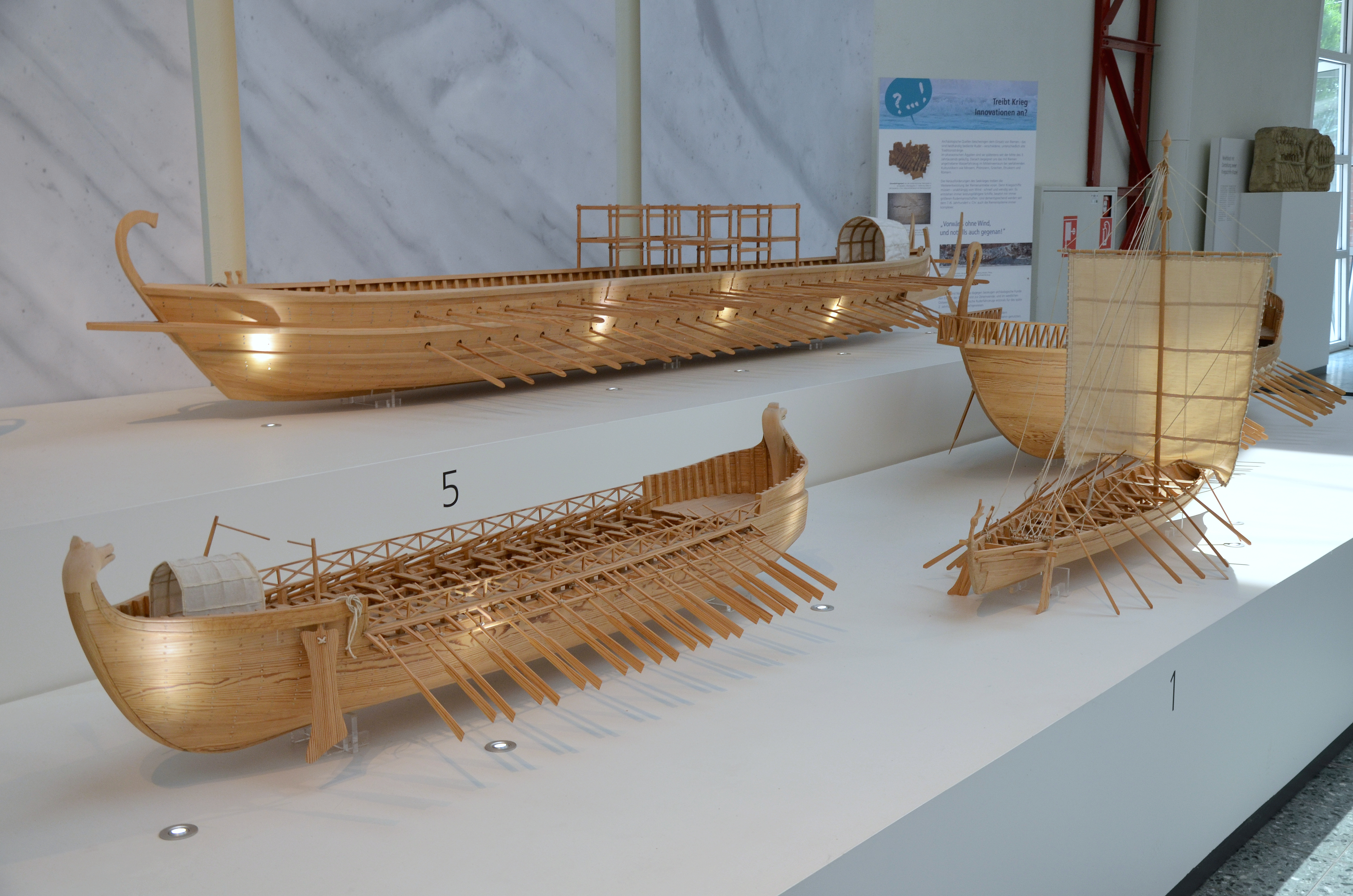
Maquette n°5 : dromon de la période byzantine (musée de Mayence, Allemagne) comme ceux dont les Hospitaliers s'emparèrent à Chypre et à Rhodes.

Richard Cœur de Lion débarqua à Limassol le 1er juin 1191. Fraîchement accueilli par Isaac Doukas Comnène, dont les agents avaient réquisitionné un navire, Richard prit possession de l'île et força Isaac à lui fournir une aide dans sa croisade contre Saladin. Richard se maria à Limassol avec Bérengère de Navarre le 12 mai 1192. La flotte croisée quitta Chypre pour Saint-Jean-d'Acre le 5 juin 1192, mais l'armée de Richard continua d'occuper Chypre.
Après une révolte de la population grecque, Richard vendit l'île à Robert de Sablé, grand maître de l'ordre du Temple, pour le prix d'ami de 2 500 marcs d'argent. Les Templiers revendirent l'île à Guy de Lusignan qui devint roi à Chypre. Son frère Aimery II de Lusignan lui succède et obtient l'investiture royale en 1195.
Purement fortuites à l'origine, la conquête et la création du Royaume acquirent une particulière utilité en 1291, année de la fin de toute présence franque en Terre sainte. Chypre put notamment soutenir le royaume de Petite-Arménie et servit de point de départ à des tentatives de croisades (comme celle de Pierre Ier).
Le 28 mai 1291, Achraf Saladin, le sultan d'Égypte, prend la citadelle d'Acre à la suite d'un siège auquel seuls sept Hospitaliers et dix Templiers survécurent. Les dernières places fortes de Tyr, Sidon et Tartous sont évacuées sans combat. Chypre reste alors le seul bastion de la Chrétienté et le plus important centre de commerce de la Méditerranée orientale.

#### Les Hospitaliers
L'ex-roi de Jérusalem mais toujours roi de Chypre, Henri de Lusignan, octroie alors la ville de Limassol aux Hospitaliers survivants qui, espérant reconquérir la Terre sainte, se regroupent autour de Jean de Villiers dans leurs commanderies de Chypre, notamment celle de Kolossi. Conformément à la raison première de leur Ordre, ils y créent un hôpital pour soigner les rescapés des guerres mais aussi les réfugiés chrétiens civils de Terre sainte. Limassol étant ouverte aux attaques des corsaires arabes, la capitale du royaume fut transférée à Nicosie.
Quant aux Hospitaliers, ils avaient envisagé de se replier sur l'Italie, mais le chapitre conventuel, voulant maintenir leur présence au plus près de la Terre sainte, leur enjoignit de rester à Chypre et d'y armer une flotte pour défendre l'île et attaquer par mer. L'Ordre disposait déjà de deux galères, d'une fuste, d'un galion et de deux dromons pris aux grecs ; le pape Clément V autorisa en 1306 le nouveau grand maître Foulques de Villaret (1305-1319) à armer davantage de navires même sans l'autorisation de Henri II roi de Chypre. Les Hospitaliers deviennent ainsi une nouvelle puissance navale en Méditerranée orientale où les côtes très découpées, peu accessibles par terre, et la présence de nombreuses îles procuraient des repaires aux pirates et favorisaient trafics commerciaux et humains. Avec leur nouvelle flotte, les Hospitaliers attaquent les Byzantins et, entre 1307 et 1310, leur enlèvent l'île de Rhodes où ils se transportent, laissant Chypre aux mains des Lusignan qui y règnent sous la tutelle des Génois.

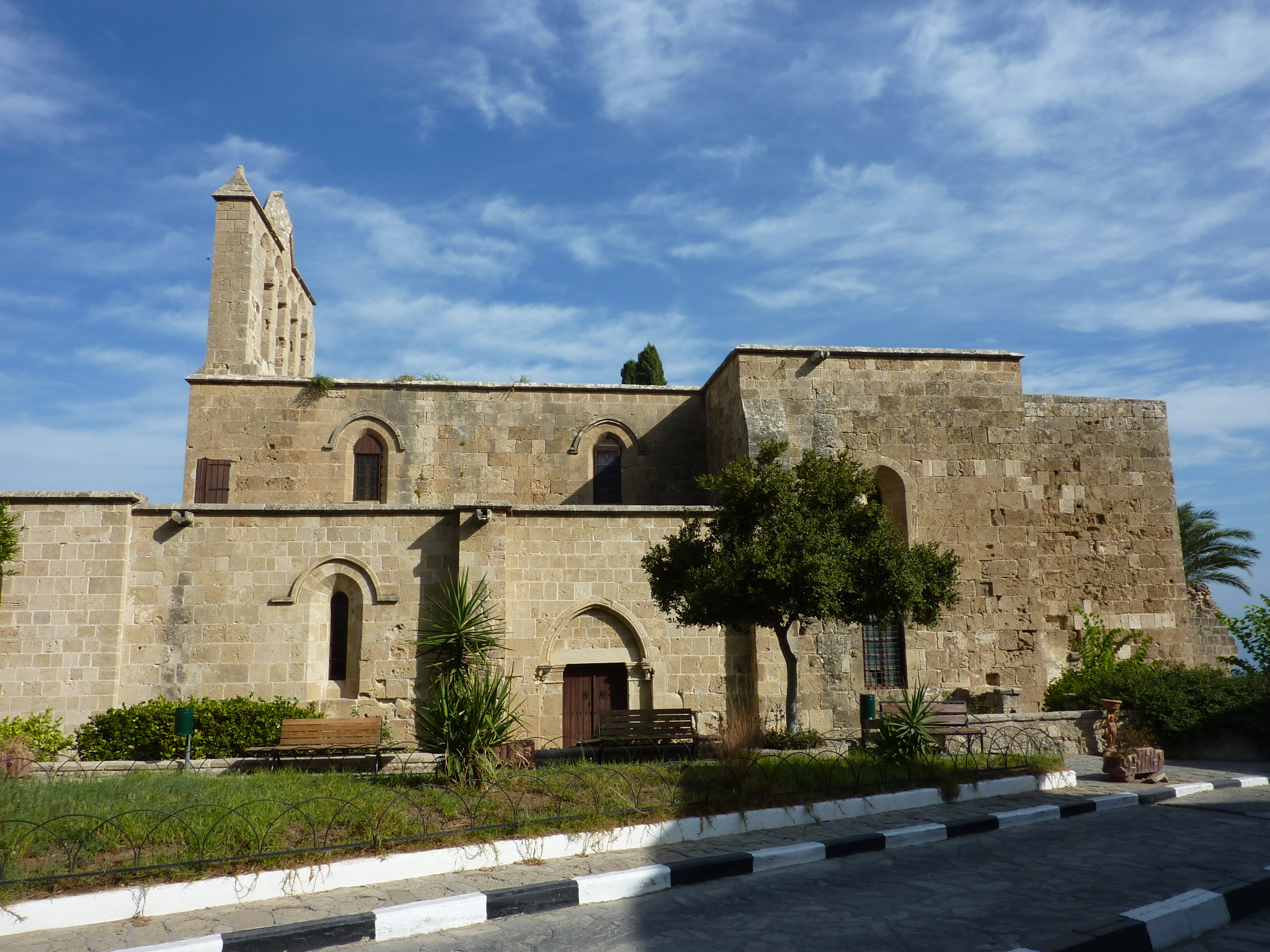
Chapelle du monastère franc de Bellapais.
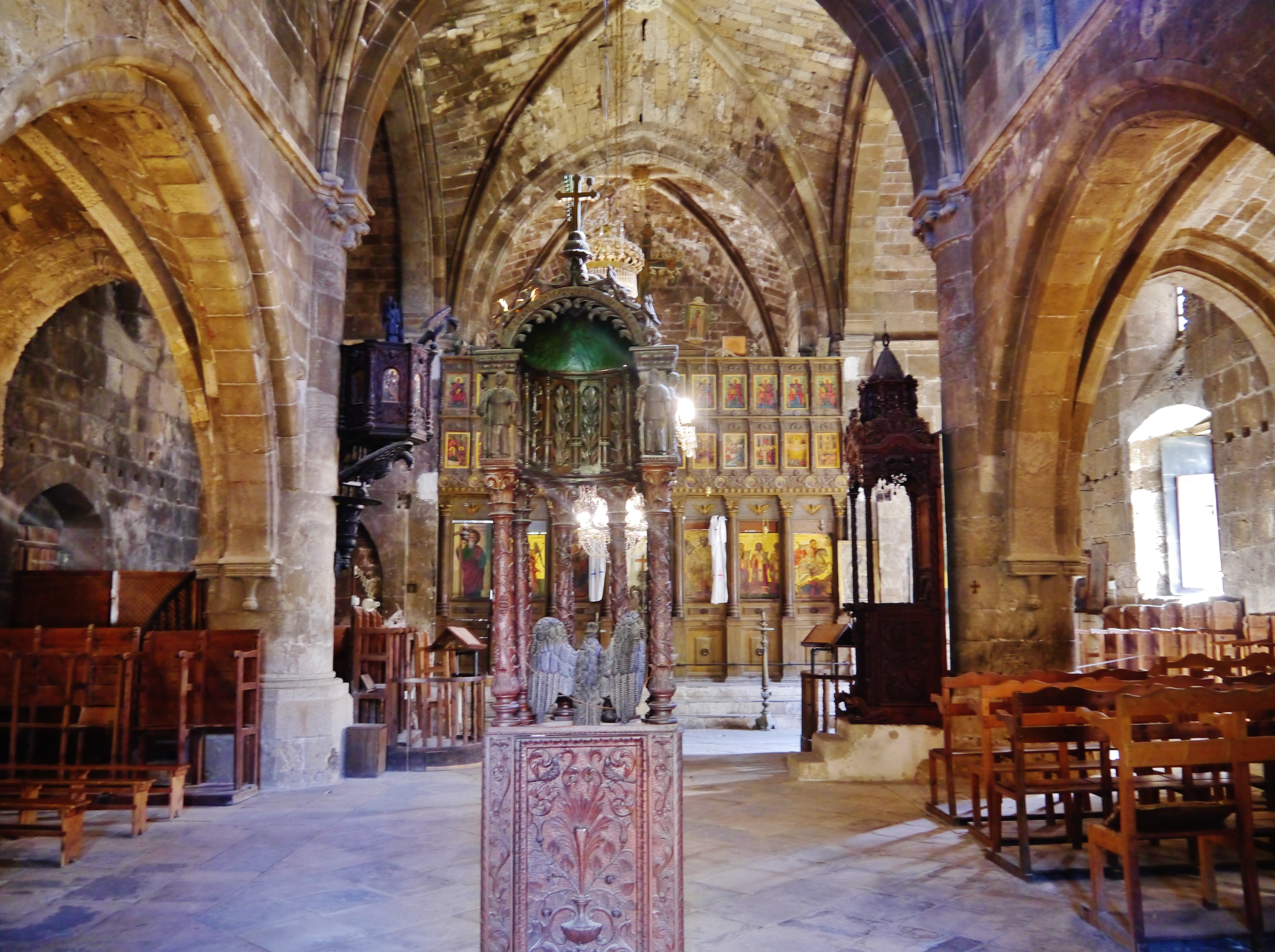
Intérieur de la chapelle.
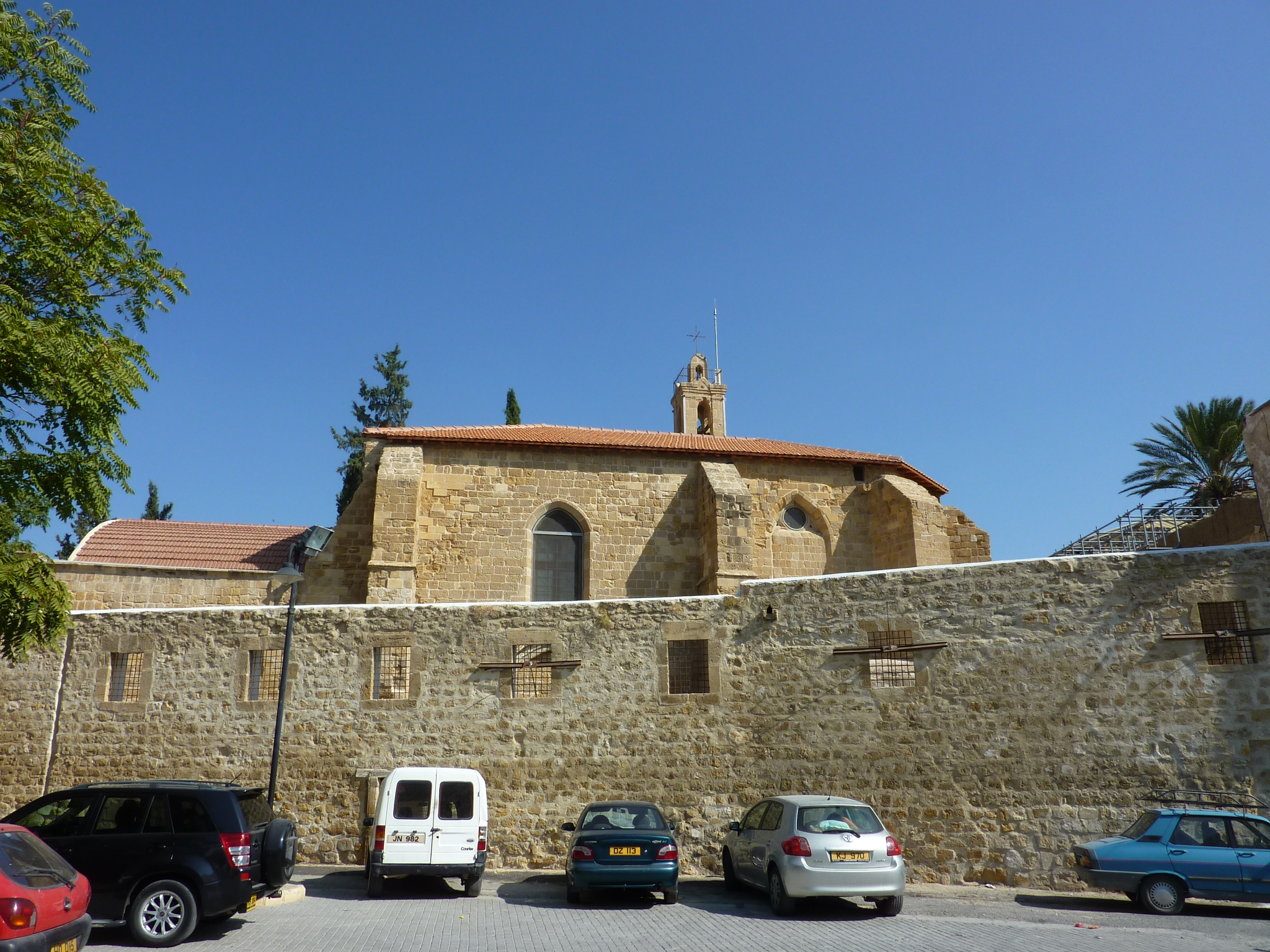
Église Notre-Dame-de-Tyr (Nicosie).
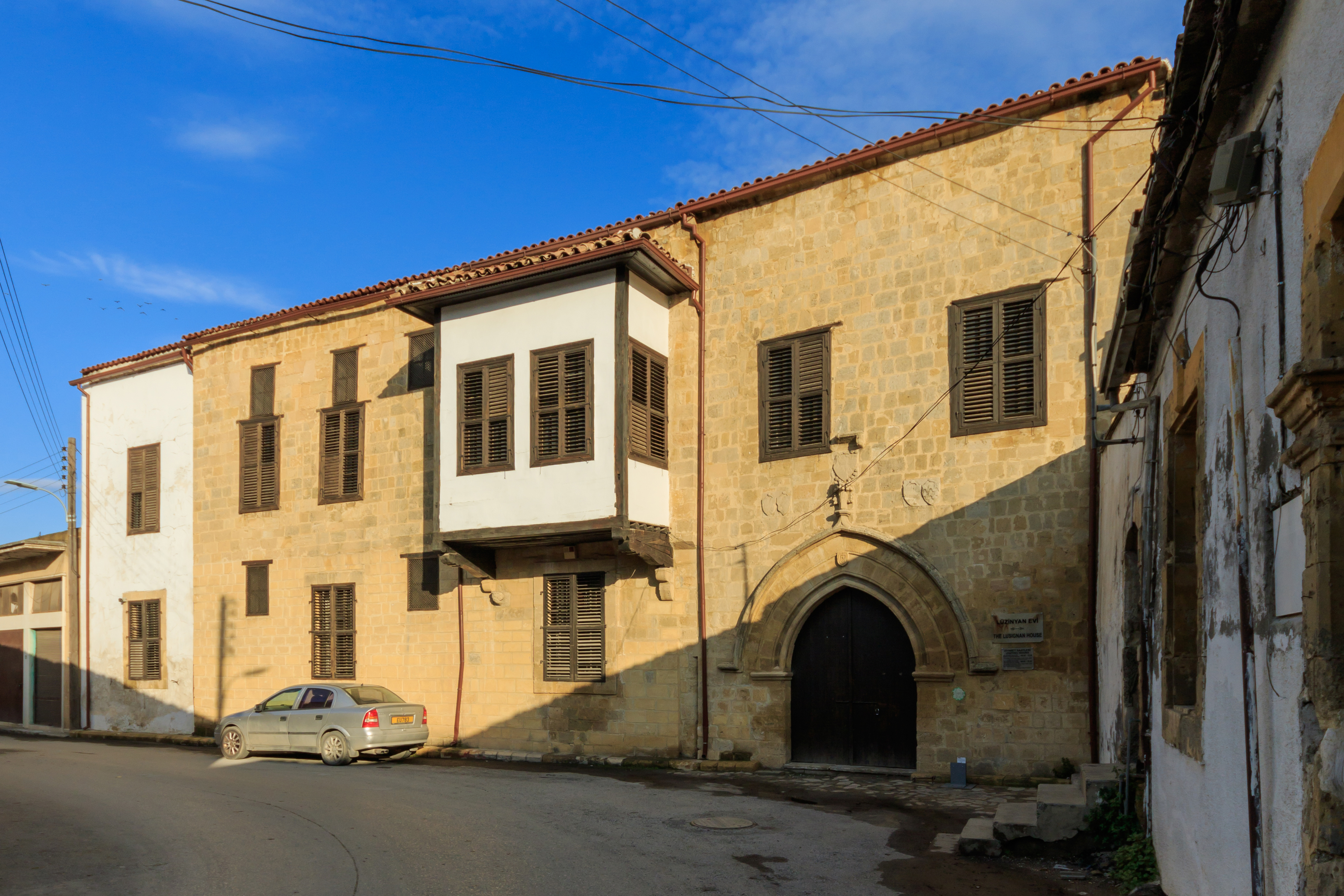
Maison des Lusignan (Nicosie).

### Domination vénitienne (1489-1571)

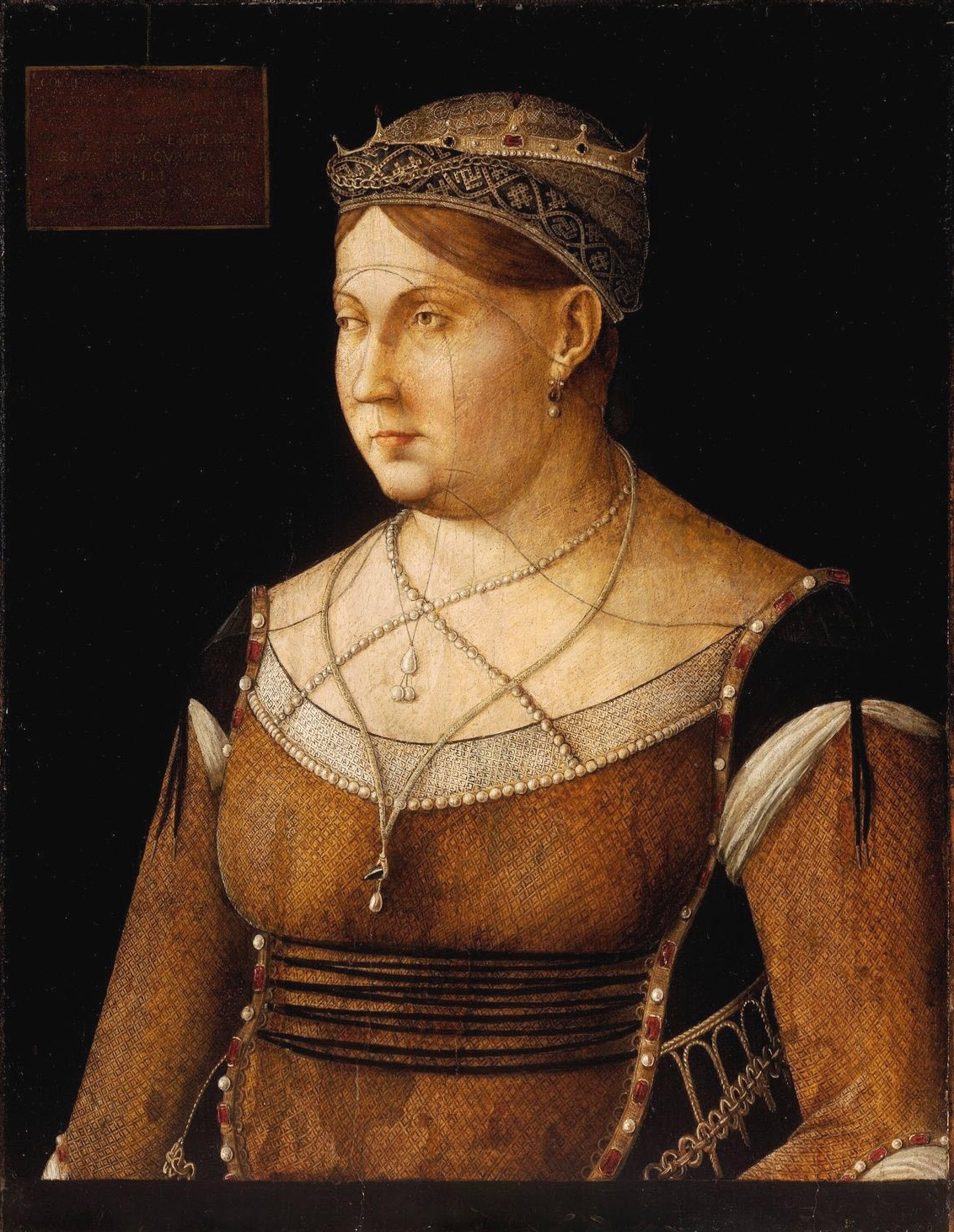
Portrait de Catherine Cornaro, régente vénitienne de Chypre.

En 1464, Jacques II de Lusignan se débarrasse des Génois, en grande partie grâce à l'argent de la famille Cornaro, d'origine vénitienne et en 1468, il demande la main de Catherine Cornaro, la fille de Marco Cornaro. Le mariage est célébré en 1472 et le contrat prévoit que l'île reviendrait à Catherine Cornaro si Jacques II meurt sans héritier légitime et à Venise à la mort de la reine. Or, Jacques II meurt à l'âge de 33 ans le 6 juillet 1473. Le capitaine général de la flotte vénitienne, Pietro Mocenigo, est alors dépêché sur place. Le 14 novembre, le roi Ferdinand de Naples, s'appuyant sur l'archevêque de Nicosie, tente un coup de force pour s'emparer de l’île. Mocenigo rétablit l'ordre au profit de Venise.
L'année suivante, le nouveau roi, Jacques III, meurt avant d'avoir un an et Catherine devient seule souveraine de Chypre, même si c'est Venise qui dirige réellement l'île. En 1488, le Conseil des Dix dépêche le frère de Catherine, Giorgio Cornaro, à Chypre. Il est chargé de convaincre Catherine d'abdiquer en faveur de la Sérénissime République. Malgré ses réticences, elle fait ses adieux à son royaume en février 1489 et l'île devient officiellement une colonie vénitienne. Malgré ce changement de gouvernement, la République continue de payer le tribut au sultan d'Égypte (puis aux sultans ottomans).
Venise instaure alors un conseil souverain sur l'île afin de la diriger. Il est constitué d'un lieutenant secondé par deux conseillers, les trois étant remplacés toutes les deux années. Ce conseil civil réside et légifère à partir de la capitale de Nicosie, tandis qu'un capitaine militaire dirige le port principal de Famagouste. Afin de garder la stabilité, la République maintient cependant le régime féodal prévalant sous les Lusignan. La noblesse chypriote intègre alors les rouages de l'administration vénitienne et s'italianise de plus en plus. Nombre de patriciens vénitiens vont également intégrer les rangs des nobles chypriotes par le mariage ou l'achat de titres. Sous la domination vénitienne, la population connaît notamment un accroissement démographique et l'île compte environ 195 000 habitants, en majorité des paysans, en 1570.
La cohabitation entre Grecs et Latins se poursuit comme sous le régime franc des Lusignan et la bonne entente domine durant la majeure partie du régime vénitien. Même si le clergé orthodoxe est soumis à l'archevêque catholique de Nicosie, il n'y a pas de frictions notables et de nombreux Grecs intègrent le clergé latin. Il en va de même pour la noblesse, quelques familles grecques se joignant au nobles latins, notamment la famille Synglitico.
À la veille de la conquête ottomane (qui s'emparent de Rhodes en 1522), des frictions commencent entre les autorités latines et la paysannerie grecque. Le tout culmine en 1563 lors d'une révolte initiée par Jacobos Diassorinos. Malgré cela, les Grecs demeurent fidèles à la Sérénissime et, contrairement à une idée répandue, ne complotent pas pour aider une éventuelle invasion turque. Les Vénitiens fortifient les villes de Nicosie et Ammochostos à cette époque, et font de Larnaca leur port principal, supplantant Ammochostos et Lemesos.

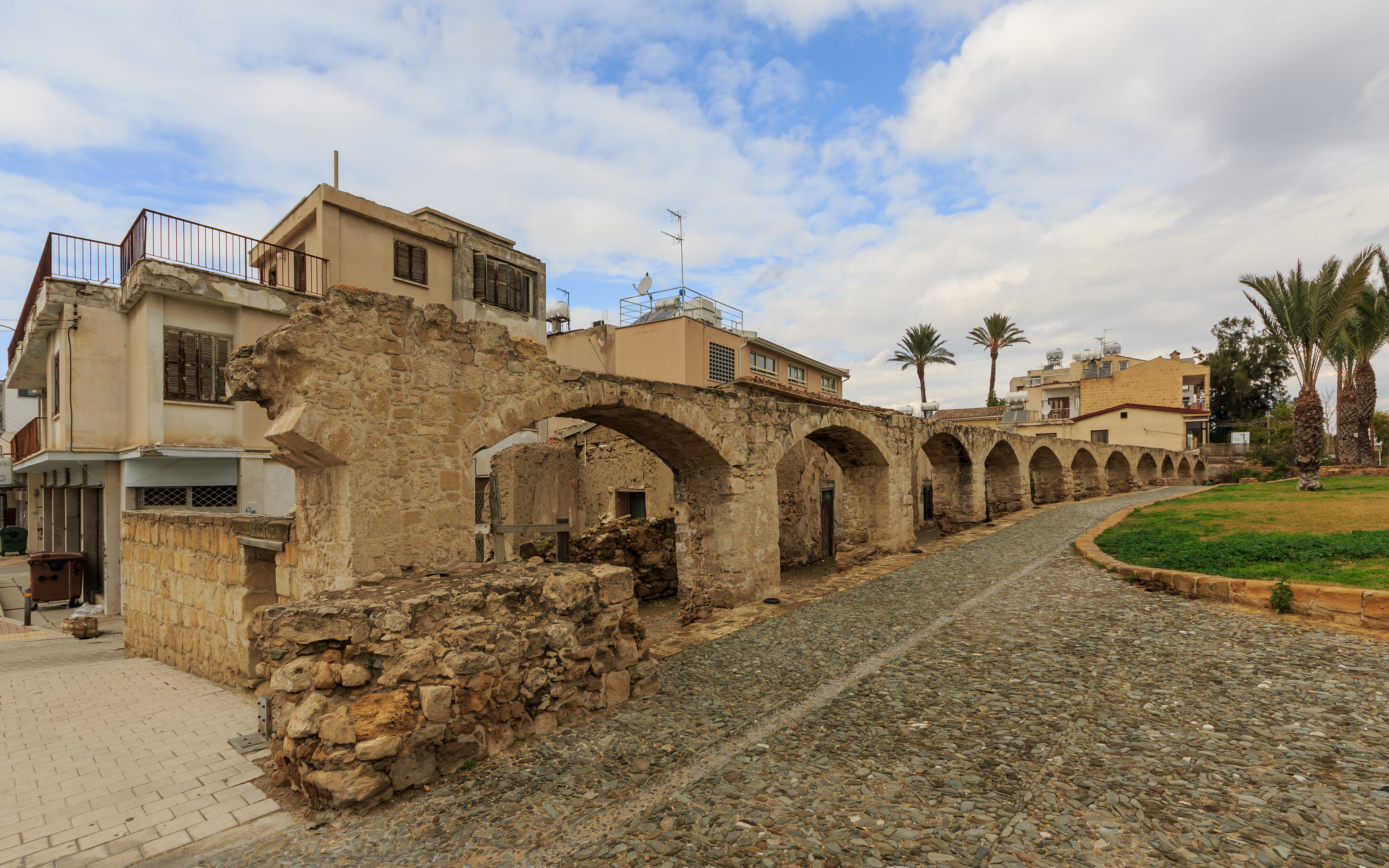
Aqueduc vénitien de Nicosie.
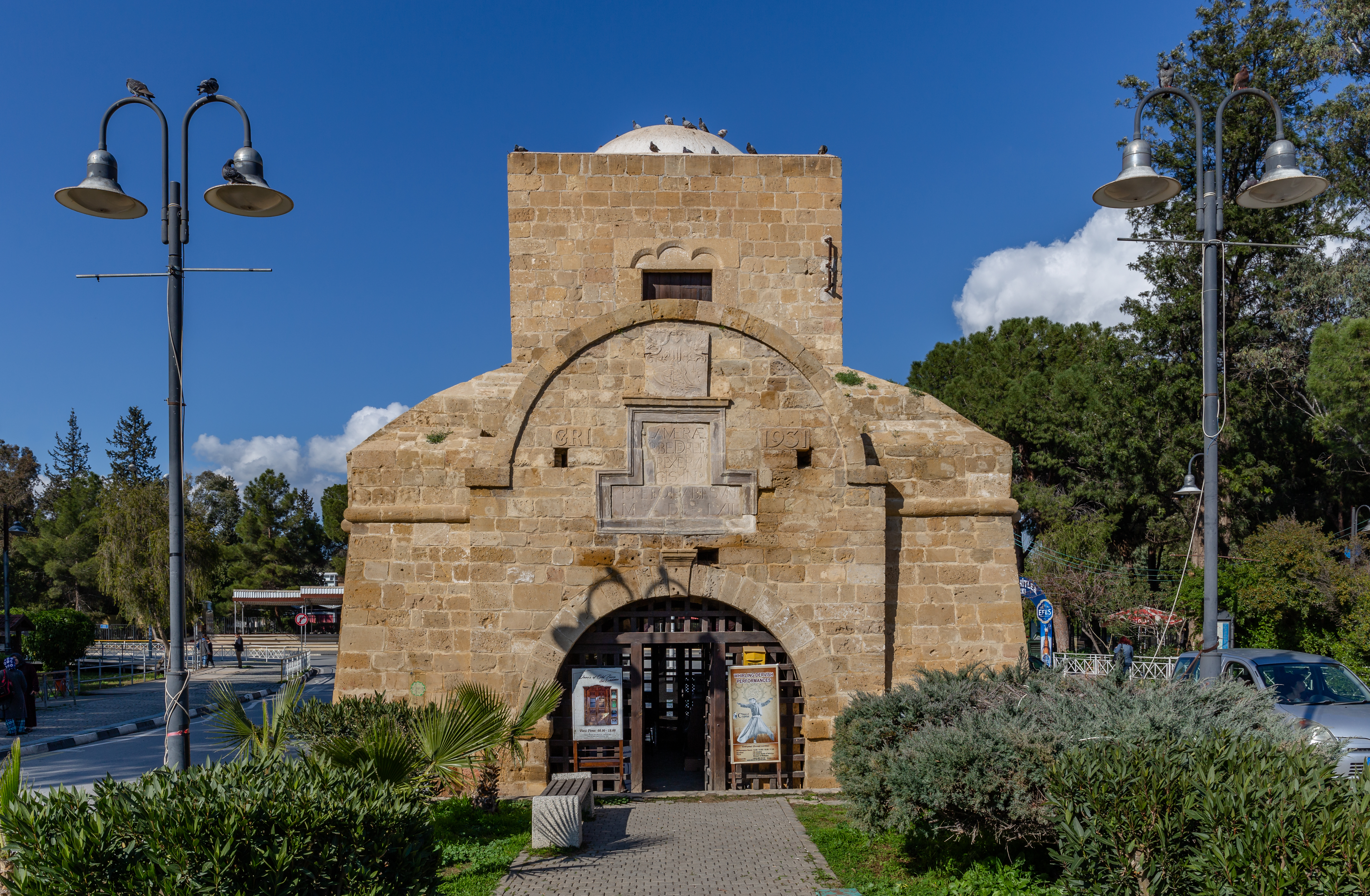
La porte Kyrenia, l'une des douze portes de la fortification vénitienne de Nicosie.
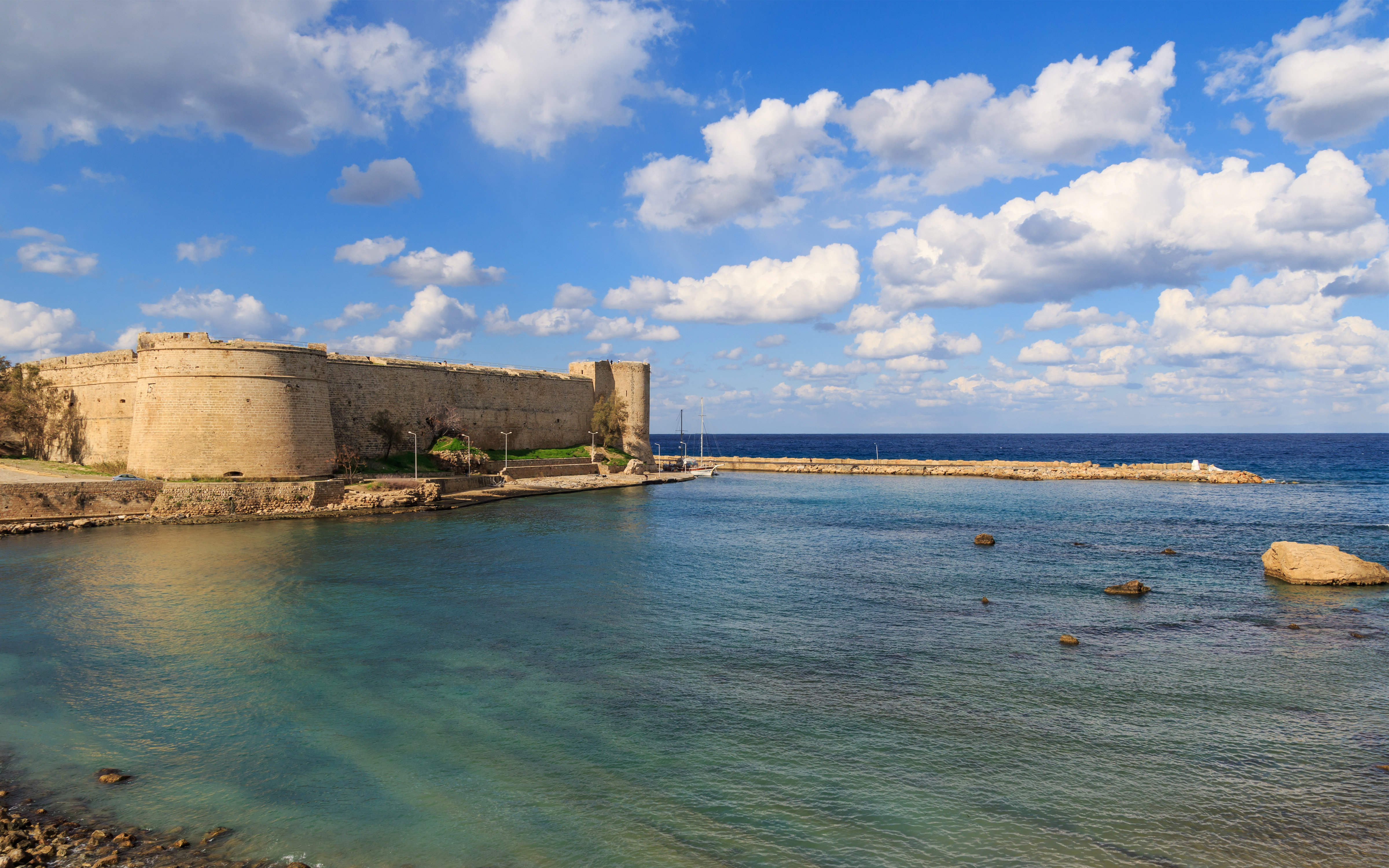
Le fort vénitien de Kyrenia.

## Domination ottomane (1571-1878)

### Conquête ottomane
Vers 1570, Chypre est peuplée de 180 000 habitants, dont 90 000 serfs et 50 000 paysans libres qui cultivent le coton, la vigne, la betterave à sucre et parfois le blé, pour le compte de Venise (Chypre exporte alors aussi des barils d’ortolans en conserve). 
L'île est toutefois une cible tentante pour l'Empire ottoman qui déclare la guerre à Venise afin de se l'approprier. 
La guerre de Chypre (1570-1573) tourne à l'avantage des Ottomans. Ils prennent rapidement la capitale, Nicosie, en 1570. 
Famagouste, mieux fortifiée, résiste : le siège de Famagouste s'achève par une capitulation en août 1571. 
Les Latins sont alors expulsés de l'île et une communauté musulmane s'y installe. 
Les privilèges de l'Église orthodoxe de Chypre sont cependant maintenus et son autorité respectée.
Malgré la défaite des ottomans à la bataille de Lépante (7 octobre 1571), événement qui a mis un coup d'arrêt à l'expansionnisme ottoman, les Ottomans conservent l'île lors du traité de paix avec Venise en 1573.

### Domination de l'île
Chypre forme d'abord le centre d'un pachalik particulier comprenant trois sandjaks insulaires et plusieurs sandjaks d'Anatolie et de Syrie ottomane. À partir de 1670, elle est rattachée au pachalik de l'Archipel. De 1861 à 1868, elle forme un moutassarifat (eyalet de Chypre) autonome avant d'être réunie au vilayet de l'Archipel.
Du point de vue territorial l'île forme tantôt une province (eyalet) en soi, tantôt une partie de la « province des îles de la mer du sud » : Cezayir-i bahr-i Sefid adaları Akdeniz. Elle fut aussi par périodes un fief personnel du grand vizir entre 1703 et 1785.
La puissance ottomane exploite et organise l'île de la même manière qu'en Grèce ottomane. La division de la population par religions est la même, mais la domination ottomane entraîne des changements sociaux importants. Les Ottomans persécutent les « Latins » (catholiques), notamment d'origine vénitienne et confisquent leurs propriétés. La loi islamique y est appliquée : les chrétiens et les juifs sont soumis au haraç (double capitation sur les non-musulmans) et à la παιδομάζωμα, pédomazoma, littéralement « enlèvement des enfants » pour en faire des janissaires.

Ainsi, certains tout comme une partie des Grecs les plus pauvres, se convertissent à l'islam et à la langue turque, pour ne plus payer le « haraç » (double-capitation sur les non-musulmans). Ils sont surnommés Linobambakis. Les soldats turcs reçoivent un domaine foncier (timar) pour leur entretien et forment le noyau d'une communauté musulmane qui s'accroît par les conversions.
Il n’y a plus de servage et le clergé catholique est chassé de l’île : les paysans restés chrétiens se trouvent alors tous soumis au même statut de sujet ottoman membre du « milliyet » des « Rum », c'est-à-dire des orthodoxes représentés par le patriarche de Constantinople. Toutefois l’influence italienne persiste, notamment dans l’habillement, la musique, l'architecture, les arts populaires. Les exportations de coton chutent et le vignoble recule au profit d’une agriculture vivrière.
Durant cette période, les Chypriotes grecs conservent leur identité, remontant à l'Antiquité, grâce au système de communauté autonome mis en place par les Ottomans pour les populations non musulmanes. En 1901, cette communauté représente 77,1 % de la population de l'île, contre 21,6 % pour celle des Chypriotes turcs.

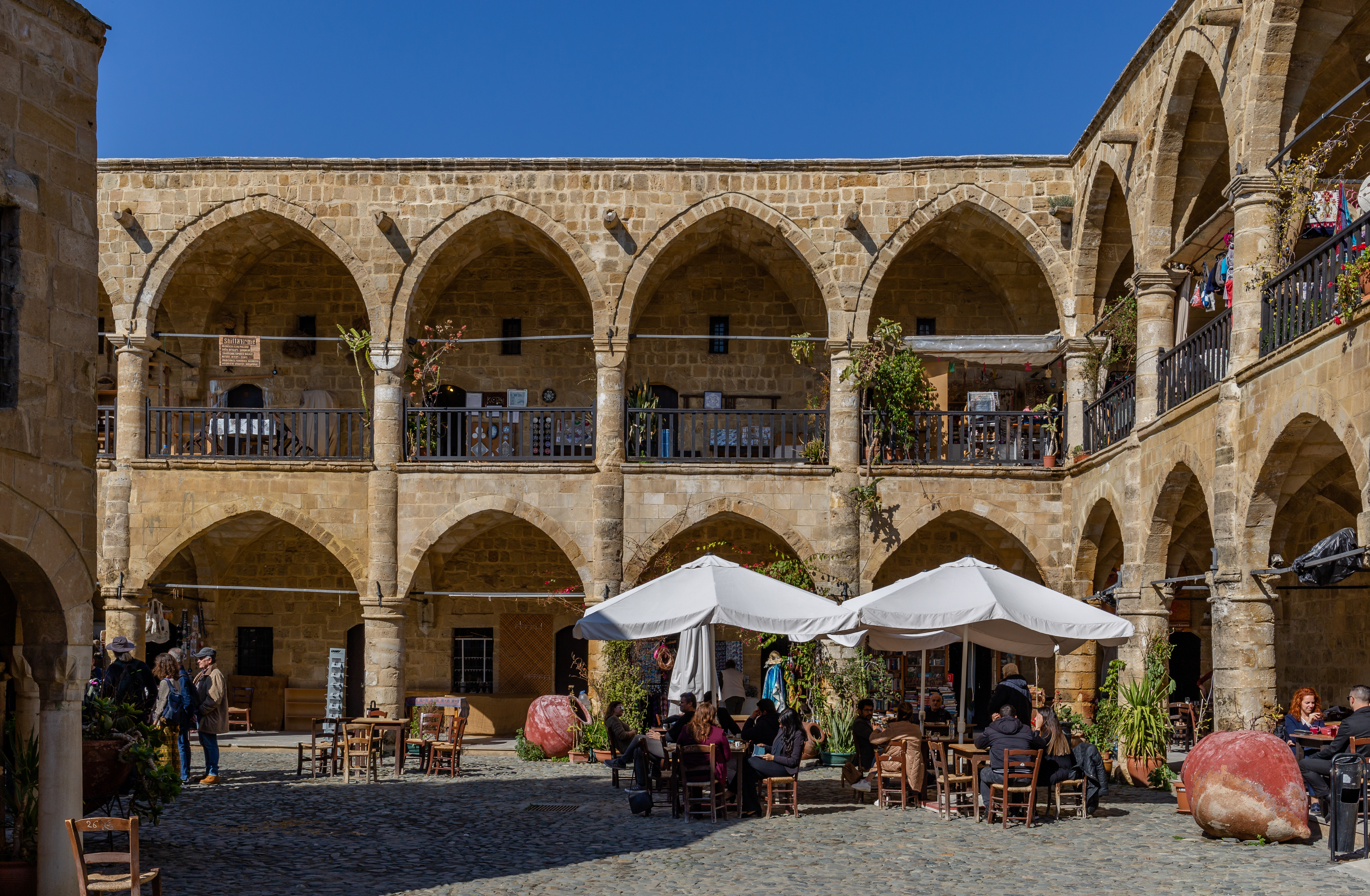
Architecture ottomane à Nicosie.
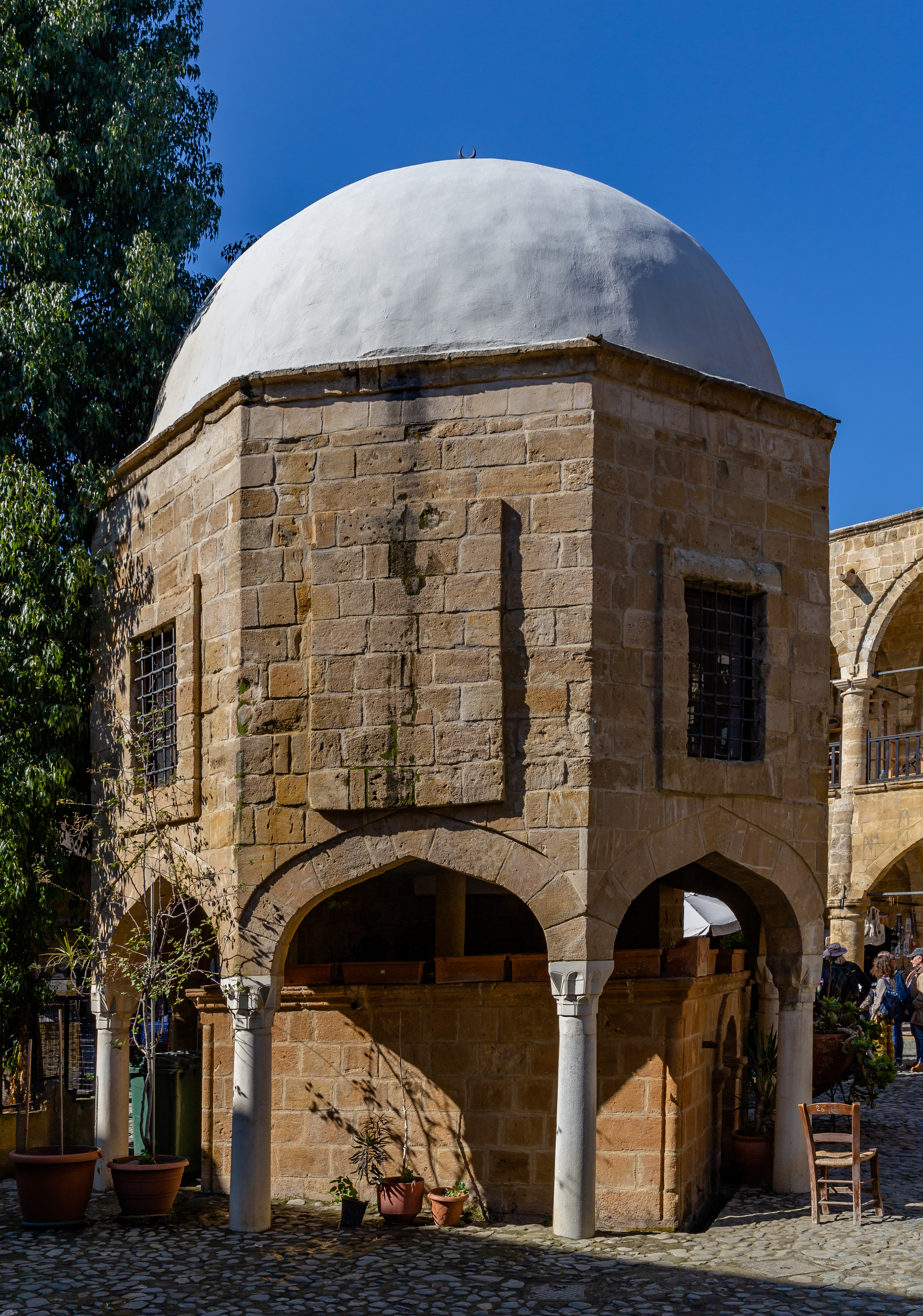
Büyük Han (Nicosie)
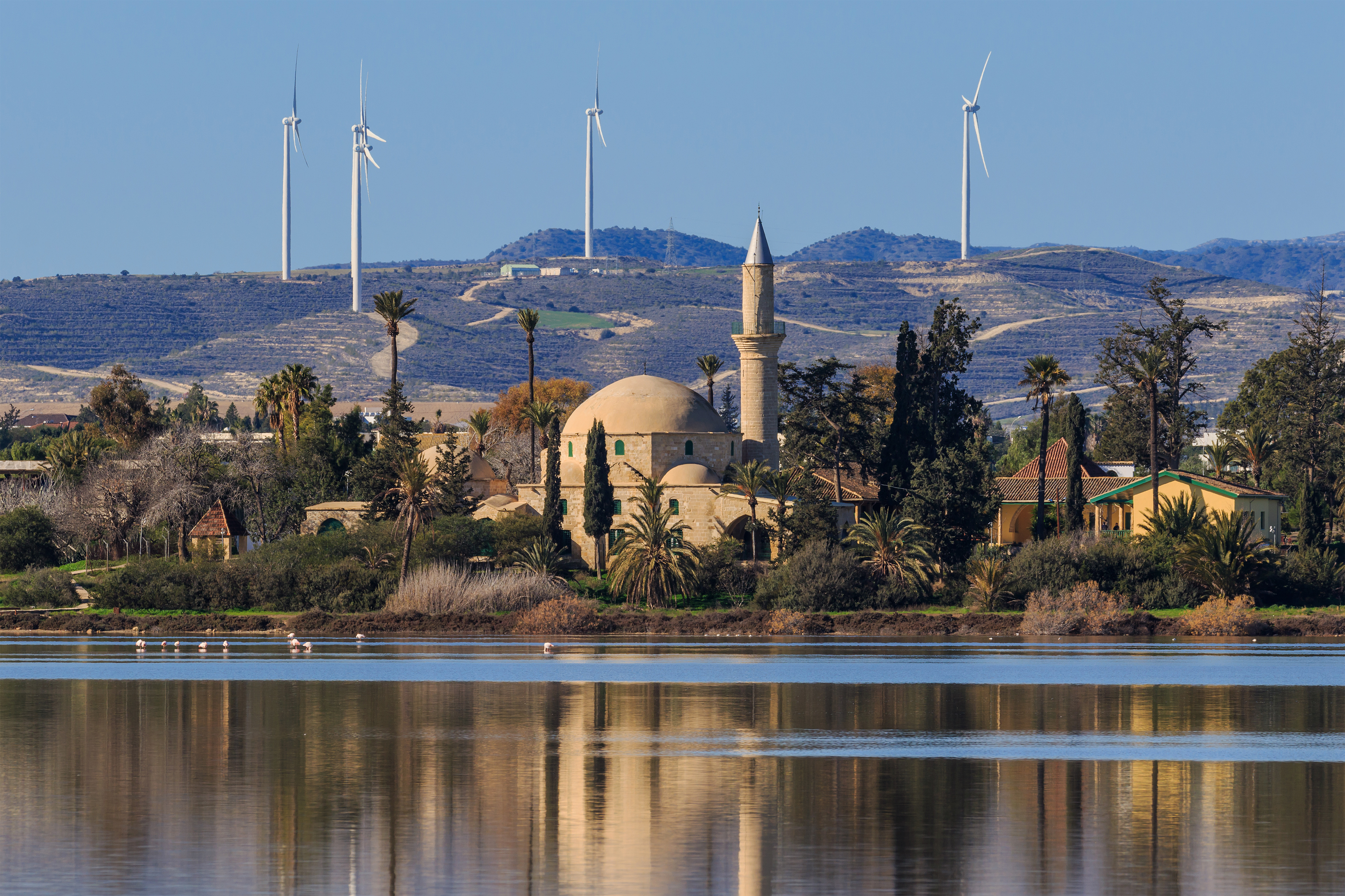
Mosquée ottomane à Larnaca.

### Montée du nationalisme grec
Les activités commerciales et l'ouverture de consulats étrangers à Larnaka initièrent un début de changement dans la vie sociale, qui évolua d'une structure agricole et semi-féodale à une société semi-urbaine dans les villes côtières.
Ce changement est également renforcé par les liens étroits entre les Chypriotes grecs et le nouvel État indépendant née de la révolution grecque.

## Domination britannique (1878-1960)

### Du protectorat à la conquête britannique
L'île demeure ottomane pendant trois siècles avant d’être cédée au Royaume-Uni, selon un accord de 1878, pour être occupée et administrée par ce dernier au nom de l’Empire ottoman, qui conserve la souveraineté nominale sur l’île et quelques portions de territoire, même si en pratique l'île est désormais intégrée à l’Empire britannique en tant que protectorat.
Le 5 novembre 1914, à la suite des déclarations de guerres successives entre la Triple-Alliance et la Triple-Entente, le Royaume-Uni annexe totalement l'île de Chypre. Cette occupation sera reconnue par le traité de Lausanne, signé en 1923 entre les Alliés et la Turquie. Chypre devient alors une colonie britannique au mécontentement des insulaires. En réaction, le nouveau gouvernement de Ronald Storrs dote l'île d'une constitution qui vise à apaiser le sentiment nationaliste chypriote.

### Revendication de l'Énosis

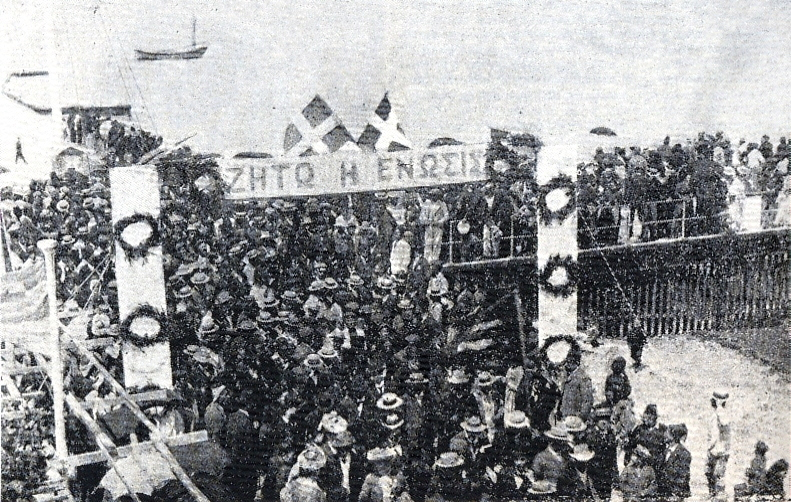
Manifestation en faveur de l'Énosis au début des années 1930.

Le 21 octobre 1931, un premier soulèvement des Chypriotes grecs contre le 
régime colonial britannique a lieu : il est aujourd'hui connu sous le nom d’Oktovriana (Οκτωβριανά) et mène à une période sombre où les Britanniques répriment violemment toute revendication d'émancipation, exploitant les ressources de l'île et sa position stratégique en Méditerranée orientale mais ne mènant aucune politique de développement de l'île sur les plans économiques et sociaux, comme les citoyens le réclamaient. Durant cette période appelée, du nom du gouverneur Richmond Palmer (en), la « Palmérocratie », les droits des Chypriotes sont réduits, les associations et regroupements interdits et les manifestants pour l'émancipation de l'île et son rapprochement avec la Grèce, réprimés. L’Oktovriana est utilisée comme prétexte par l'administration britannique pour abolir le Conseil législatif et réduire le pouvoir des Chypriotes dans l'administration coloniale. Cette période autocratique dure presque dix ans.
Un premier référendum sur le rattachement de l'île à la Grèce est organisé le 15 janvier 1950 dans les églises orthodoxes et sous l'égide de l'archevêque Makários II, sans l'autorisation des autorités britanniques. Les Chypriotes grecs se prononcent alors à 95,7 % en faveur du rattachement à la Grèce — appelé aussi Énosis (en grec : ἔνωσις),, — démontrant leur rejet de l'administration coloniale britannique dans les urnes. Celle-ci considère le plébiscite comme un stratagème dans la rivalité entre le parti AKEL — d'orientation communiste — et l'Église orthodoxe ; elle ne lui accorde aucune considération. Pire, l'anticommunisme occidental de l'après-guerre permet à Sir Andrew Wright, devenu gouverneur de l'île en 1949, de défendre sa politique répressive envers les partisans de l'Énosis (dont l'AKEL est au premier rang) auprès du Colonial Office.

### La lutte pour l'indépendance
En 1955, les Chypriotes grecs reprennent les armes contre le pouvoir britannique en formant l'Ethniki Organosis Kyprion Agoniston (EOKA), dirigé par Georges Grivas. De son côté, le Royaume-Uni commence à recruter des milices chypriotes turques pour renforcer ses troupes coloniales.
Les accords de Zurich et de Londres de 1959 mettent fin à la lutte anticoloniale et le traité de garantie en 1960 proclame l'indépendance de Chypre et l’abandon de toute prétention territoriale britannique future. Le Royaume-Uni, la Turquie et la Grèce deviennent garants de l'équilibre constitutionnel de la nouvelle république de Chypre qui adopte sa propre constitution. Le traité accorde, en particulier, un droit d'intervention militaire, sous certaines conditions, pour rétablir l'ordre constitutionnel si celui-ci venait à être modifié. Chypre intègre par ailleurs l'Organisation des Nations unies (ONU) et le Commonwealth.
Le Royaume-Uni conserve cependant 3 % du territoire, dans les enclaves britanniques d'Akrotiri et Dhekelia au sud de l'île : ce sont deux bases militaires britanniques, entourées de quelques villages mixtes.

## Indépendance et partition

### De l'indépendance aux violences intercommunautaires
La constitution garantit à la minorité chypriote turque un poids politique important (30 % des postes dans la fonction publique et 40 % dans la police) au regard de son poids démographique (18 % de la population) et un droit de véto sur les décisions du parlement dans un système communautaire que certains jugent analogue à celui du Liban. Selon les Chypriotes grecs, ces quotas se révélèrent si disproportionnés que, durant la période 1960-1962, le nouvel État chypriote a des difficultés à les remplir, par manque de candidats turcophones.

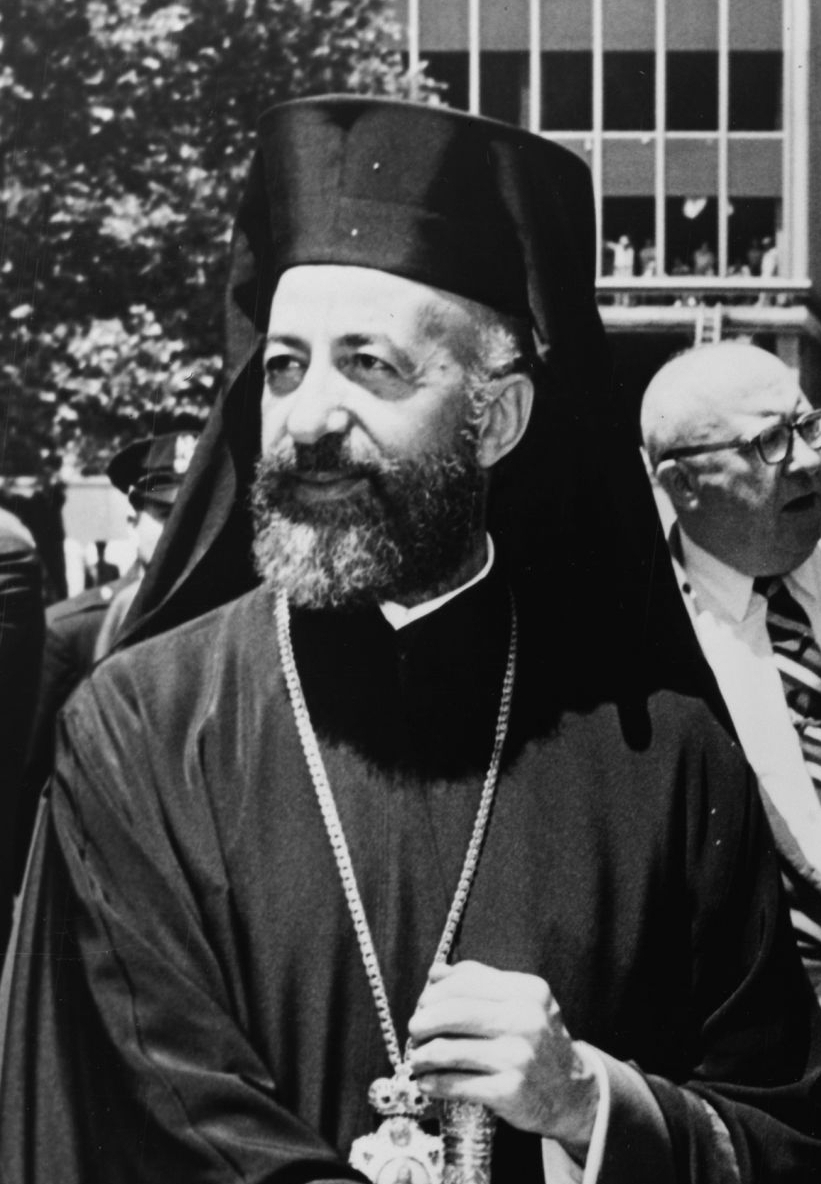
Makários III, le 8 juin 1962.

Le 24 mai 1961, Chypre devient membre du Conseil de l'Europe. En 1963, le président Makários III propose des amendements à la Constitution de 1960. Cette proposition, connue sous le nom des « treize amendements de Makários », visait à répondre à la situation de blocage institutionnel persistant depuis plusieurs mois. En effet, les représentants chypriotes grecs et turcs usant alternativement, et de manière systématique, de leur droit de véto, sur les propositions issues de l'autre communauté, le blocage était inévitable. Les questions fiscale et de partage de l'administration des villes furent, en 1963, à l'origine de la paralysie complète des institutions sur ces sujets. Aussi, les propositions de Makários avaient-elles pour but de dénoncer le droit de véto chypriote turc, et plus généralement la pondération excessive des pouvoirs institutionnels. Ce coup de force du président chypriote contribua à exacerber les tensions entre les deux communautés, conduisant à de violents affrontements intercommunautaires en décembre 1963. Cet épisode sanglant très controversé dans son déroulement, marque certainement la fin des espoirs de cohabitation pacifique entre les deux communautés, qui n'ont de cesse de se séparer, et de s'affronter dans une lutte fratricide.
Profitant de cette situation de tension, la Turquie reprend et actualise une ancienne revendication : la Taksim, autrement dit la partition de l'île. La communauté turque, historiquement très liée à Ankara, met en œuvre, partout où elle le peut dans l'île, ce programme de séparation. Au début de l'année 1964, Chypre est à feu et à sang. Des opérations d'épuration ethnique (destructions de villages et de mosquées, assassinats, viols)[citation nécessaire] sont commises par la partie grecque, ce qui provoque des représailles du côté turc. Les Chypriotes grecs profitent de la politique de la chaise vide, décidée en janvier 1964, par les représentants chypriotes turcs, dans toutes les instances représentatives, pour faire passer des lois rééquilibrant les pouvoirs conformément au prorata démographique. Les Chypriotes turcs s'enfoncent quant à eux dans la logique de la séparation, provoquant de ce fait les conditions de leur mise à l'écart. Le TMT, milice chypriote turque, provoque de manière concertée des incidents, auxquels les Chypriotes grecs répondent de manière toujours plus disproportionnée. Les dirigeants chypriotes turcs poursuivent, durant tout l'hiver 1964, cette politique du pire dans le but de démontrer que leur sécurité est en jeu et que la partition est la seule solution préservant leur existence même. Cette politique se concrétise, dans les premiers jours de juin, par l'appel de la communauté chypriote turque à la Turquie, pour qu'elle intervienne militairement afin d'assurer sa protection. Les États-Unis, à travers l'ancien chef du département d'État, Dean Acheson, tentent une médiation secrète entre la Grèce et la Turquie (par ailleurs alliées au sein de l'OTAN) sur la question chypriote afin d'éviter une guerre entre ces deux pays susceptible de déstabiliser le flanc sud-est de l'OTAN. Ces tentatives se soldent par un échec faisant de Chypre le terrain d'affrontements incessants entre les milices chypriotes grecque et turque, ce qui conduit l'ONU à envoyer un important contingent de Casques bleus (UNFICYP) sur l'île en mars 1964, à l’issue de l’adoption de la résolution 186.

### Du coup d'État grec à l'invasion turque

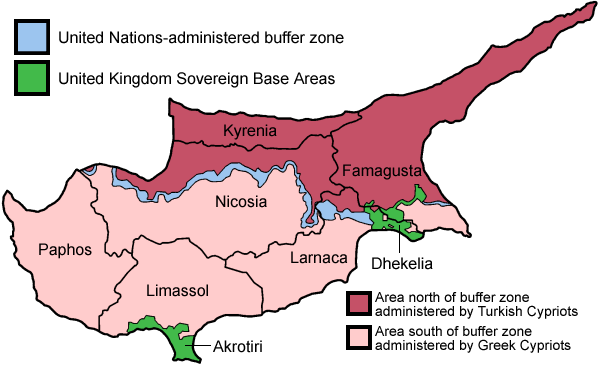
Carte de Chypre montrant la division politique marquée après l'invasion de 1974.

En 1974, la Garde nationale chypriote, soutenue par les colonels grecs, organise un coup d'État contre Makários III dans le but de rattacher l'île à la Grèce.
La Turquie intervient militairement prenant pour prétexte de protéger la minorité turque. Cette intervention militaire, justifiée par l'existence d'un traité de garantie de la Constitution de 1960, devait rétablir l'ordre constitutionnel dans l'île. Au lieu de cela, et bien que le coup d'État ait échoué en moins de dix jours, l'invasion turque fut maintenue coupant l'île en deux. La république de Chypre se retrouva donc amputée de plus de 30 % de son territoire occupé militairement par l'armée turque. En 1983, la partie occupée de Chypre se déclara république turque de Chypre du Nord (RTCN), mais, étant issue d'une violation flagrante des règles de droit international, elle n'est pas reconnue par le reste de la communauté internationale (elle ne dispose pas de siège à l'ONU), à l'exception de la Turquie.
Au cours des opérations sont enregistrés 250 000 réfugiés chypriotes déplacés (dont 200 000 grecs) et environ mille six cents Chypriotes grecs disparaissent. La Turquie refuse de révéler la moindre information sur ce qui leur est advenu mais des renseignements fournis par des services secrets, publiés par la Tribune de Genève, indiquent qu'un grand nombre fut exécuté rapidement alors que d'autres restèrent détenus plus de vingt ans,.

## Chypre membre de l'Union européenne
Le plan Annan, intervenant après trente ans de négociations infructueuses, propose d’instaurer un État confédéral, chaque État confédéré devant permettre l’installation (ou le retour) de 33 % au plus de résidents de l’autre communauté sur son sol. Il est proposé au cours d’un référendum. Bien que le nombre de Turcs soit insuffisant pour atteindre ce taux au sud, alors que le nombre de Grecs est largement suffisant pour l’atteindre au nord, ce plan fut accepté à plus de 65 % par les habitants du Nord de l’île, mais rejeté à 70 % par ceux du Sud lors d’un référendum : en effet, pour les Grecs ayant été chassés du Nord, la limitation à 33 % était inacceptable, étant donné qu’ils étaient environ 79 % des habitants du Nord avant 1974 ; pour les Turcs en revanche, cela revenait à sauvegarder l’essentiel de leurs acquis tout en revenant dans la légalité internationale et en échappant à l’embargo et à la dépendance vis-à-vis d'Ankara. Au cours de ce référendum d’ailleurs, pour la première fois, des manifestations massives, rassemblant jusqu'à 50 000 personnes, ont eu lieu dans la partie occupée de Chypre, au cours desquelles la communauté chypriote turque a contesté ouvertement la politique sous tutelle d’Ankara du « président » Rauf Denktash, exigé sa démission, et exprimé son souhait de rattachement à la partie sud. Le 1er mai 2004, la république de Chypre adhère à l’Union européenne alors qu’une partie de son territoire est toujours occupée militairement par la Turquie, et depuis, l’inégalité économique entre les deux parties s’est aggravée : selon la terminologie officielle du protocole no 10 du traité d'Athènes, « l’acquis communautaire est suspendu dans les zones où le gouvernement de la république de Chypre n’exerce pas de contrôle effectif ». Tout progrès vers une solution à ce conflit qui sépare les deux communautés depuis 1974, semble désormais largement lié à l’avancée des négociations sur l’adhésion de la Turquie à l’Europe : le retrait d’Ankara de Chypre est en effet l’une des conditions de cette adhésion. La création depuis 2005 de points de passage entre les deux côtés, permet aux populations de renouer des contacts et donne une lueur d’espoir en vue d’une amélioration de la situation.
Le 21 mars 2008, lors d'une entrevue entre le nouveau président de la république de Chypre Dimítris Khristófias et son homologue de la partie turque, Mehmet Ali Talat, il est annoncé l'ouverture d'un point de passage dans la rue Ledra, grande rue commerçante de Nicosie. Ce nouveau check point s'ajoute aux cinq autres ouverts depuis 2003 sur plusieurs points de la « ligne verte ». Un autre point de passage est ouvert en 2010 à Limnítis dans la partie nord-ouest de l'île coupée en deux depuis 1974,.
Le 3 avril 2008, la rue Ledra, rue piétonne et commerçante du Vieux-Nicosie, alors coupée en deux par un mur, est rouverte après 40 ans de séparation. On peut y voir là un premier pas symbolique vers la réunification de l'île.
À ce propos, le 3 septembre 2008 des négociations entre la république de Chypre et la république turque de Chypre du Nord ont débuté sous l'égide de l'Organisation des Nations unies. Alexander Downer a été nommé au poste de « conseiller spécial du secrétaire général » afin d'encourager le processus de réunification de l'île fondée sur une fédération bicommunautaire, bizonale et sur l’égalité politique.
Depuis de nombreuses années les autorités turques mènent une politique de colonisation active de la partie nord, avec des installations massives de colons turcs venus d'Anatolie. L'autre axe d'action consiste à effacer le passé orthodoxe et plus généralement chrétien de l'île, avec des destructions massives d'églises, de couvents et de leurs mobiliers, ou leur transformation en mosquées.

## Sources
- (en) Cet article est partiellement ou en totalité issu de l’article de Wikipédia en anglais intitulé « History of Cyprus » (voir la liste des auteurs).